# Asturias
El Principado de Asturias (en asturiano: Principáu d'Asturies; en eonaviego: Principao d'Asturias) es una comunidad autónoma uniprovincial de España, con una población de 1 009 599 habitantes (INE 2024). Bañada al norte por las aguas del mar Cantábrico, limita al oeste con la provincia de Lugo (Galicia), al sur con la provincia de León (Castilla y León) y al este con Cantabria. Recibe el nombre de «Principado» por razones históricas, al ostentar el heredero de la corona de Castilla —y, por extensión, de la corona de España— el título nobiliario de príncipe de Asturias, establecido por Juan I de Castilla en el año 1388. La ciudad de Oviedo es, según el Estatuto de Autonomía, sede de las instituciones del Principado de Asturias. La ciudad más poblada de la comunidad es Gijón.
El actual espacio territorial asturiano coincide básicamente con el antiguo territorio de las Asturias de Oviedo, contiguas a las Asturias de Santillana. Con la división territorial de Javier de Burgos en 1833, la región de las Asturias de Oviedo se convirtió en la provincia de Oviedo, recibiendo una porción del territorio de las Asturias de Santillana —los concejos de Peñamellera Alta, Peñamellera Baja y Ribadedeva—, mientras el resto de las mismas se integró en la provincia de Santander, posterior comunidad autónoma de Cantabria.
El Principado de Asturias, según el artículo 1 de su Estatuto de Autonomía, está considerado como una comunidad histórica. Posee una asamblea legislativa llamada Junta General del Principado, en recuerdo de una antigua institución medieval de representación de los concejos ante la Corona. Coincide su territorio en parte además, con la zona nuclear del antiguo reino de Asturias del año 718 y posee dos idiomas propios: el asturiano o bable, del tronco lingüístico asturleonés, que aun no siendo considerada lengua oficial, tiene un estatus jurídico parecido al de la oficialidad[cita requerida] y el eonaviego o gallego-asturiano, del tronco lingüístico galaicoportugués, hablado en los concejos del extremo occidental y que goza de un estatus similar.[cita requerida]

## Etimología
El término «Asturias» recibe el nombre de sus antiguos pobladores, los astures, primitivos habitantes de orillas del río Astura (Esla). El nombre de astures englobaba no solo a los de la Meseta (cismontanos), sino también a los del norte (transmontanos).
«Ástur» proviene de la raíz celta stour que significa «río». Dicho topónimo aparece en Bretaña, donde Plinio habla del río Stur; hoy en día existen tres ríos Stour en Kent, Suffolk y Dorset. En la desembocadura del Elba hay otro río Stör, llamado antiguamente Sturia. Asimismo, en el Piamonte se localizaba la tribu celta de los Esturi y un río Stura. La misma raíz perdura aún hoy en el gaélico y el bretón en las palabras ster y stour con el significado de «río».

## Símbolos
El escudo de Asturias está legislado por la Ley 2/1984, de 27 de abril (Boletín Oficial del Principado de Asturias, BOPA, número 103, de 4 de mayo) y sus colores por el Decreto 118/1984, de 31 de octubre (BOPA número 276, de 29 de noviembre). La bandera de Asturias está legislada por la Ley 4/1990, de 19 de diciembre (BOPA número 6, de 9 de enero de 1991).

## Geografía

Mapa de Asturias en 2010

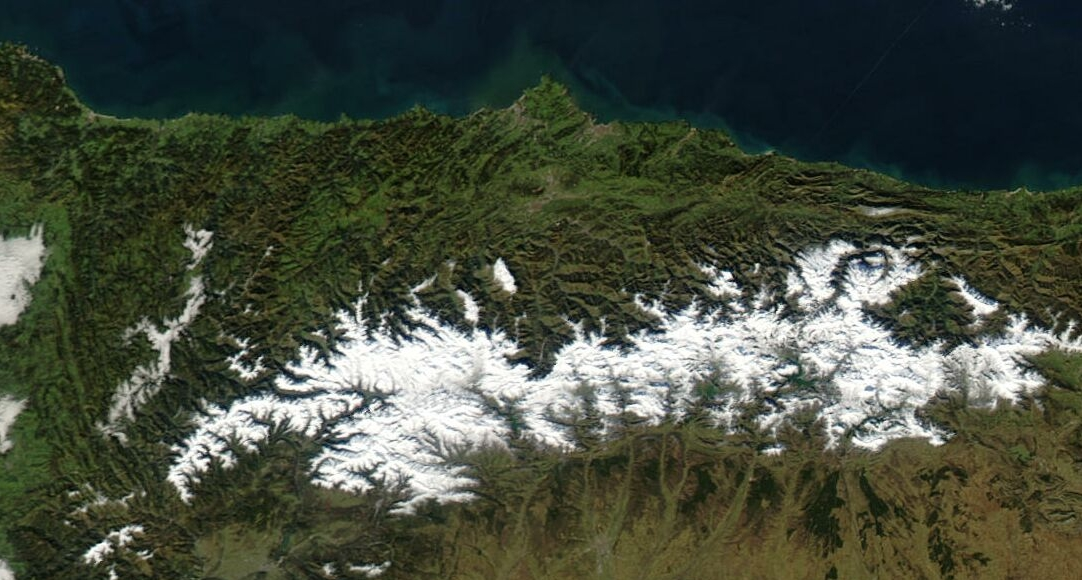
Asturias desde el espacio en 2003

Asturias se encuentra situada en la costa septentrional de España y está formada por una sola provincia llamada provincia de Asturias. Limita al oeste con la provincia de Lugo (Galicia), al este con Cantabria, al sur con la provincia de León y al norte con el mar Cantábrico.
Su territorio es de 10 603,57 km² y cuenta con una población que supera ligeramente el millón de habitantes. Es la comunidad autónoma española más montañosa y una de las regiones más montañosas de Europa, con el 35 % del terreno con desniveles superiores al 50 % y el 65 % con desniveles mayores del 30 %. Se encuentra en la denominada España Verde.
Los extremos geográficos de Asturias son los siguientes:
| Extremo | Grados        | Situación                           |
| ------- | ------------- | ----------------------------------- |
| Norte   | 43.6665677687 | Islote el Bravo (Cabo Peñas, Gozón) |
| Sur     | 42.8820649986 | Braña dos Chagozos (Ibias)          |
| Este    | -4.510107824  | Ría de Tina Mayor (Ribadedeva)      |
| Oeste   | -7.18321879   | Río Eo (S. Tirso de Abres)          |

### Extensión

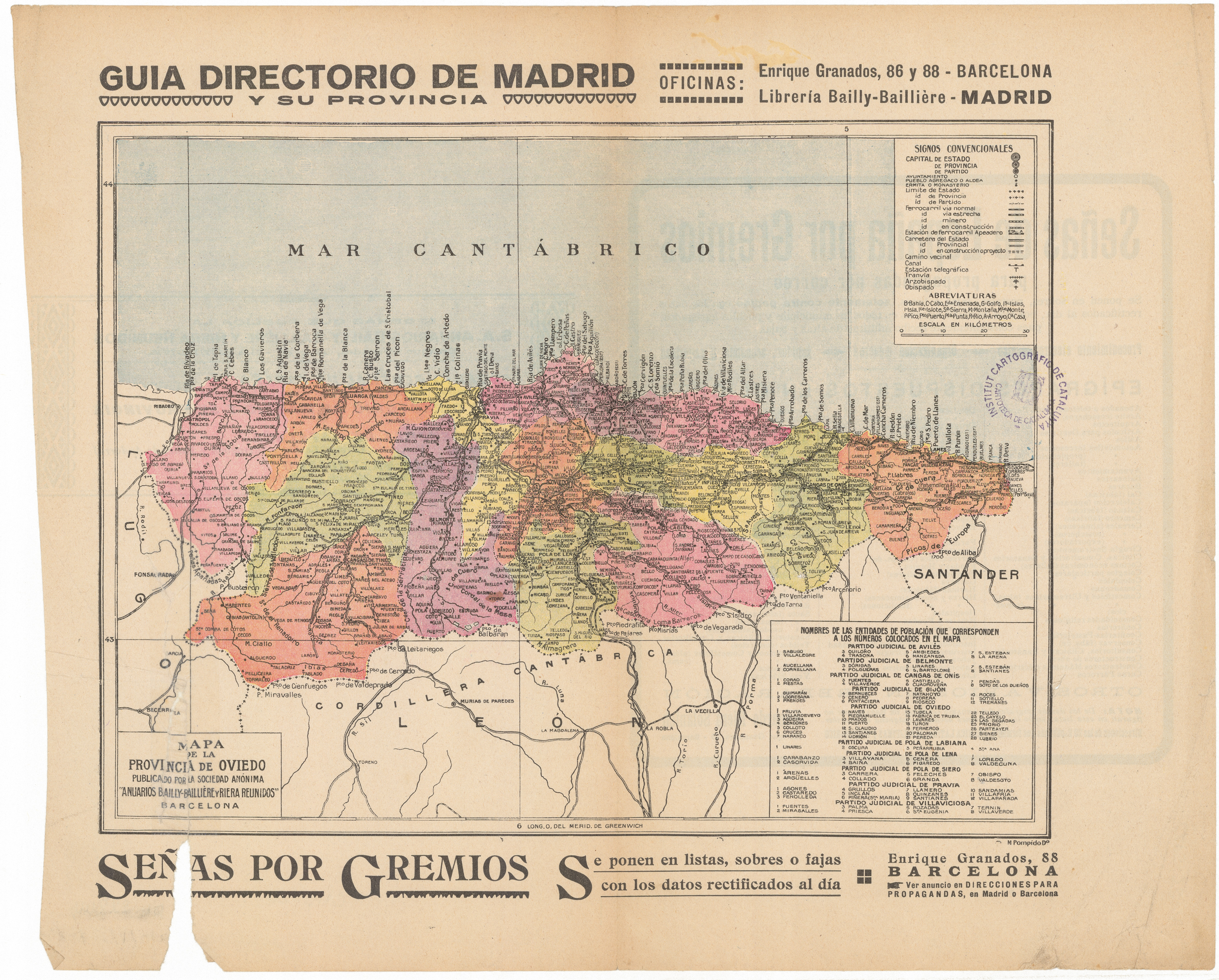
Mapa de la provincia de Oviedo (década de 1920)

El territorio que ocupa la comunidad autónoma del Principado de Asturias coincide en buena parte con el otorgado a los astures, en la división administrativa efectuada por Vespasiano en el año 69, una vez estabilizada la situación que siguió a la conquista romana. Esta división administrativa situaba la frontera de los astures trasmontanos entre los ríos Sella y Navia, en lo que pasaba a denominarse Conventus Asturum, y al mismo tiempo reconocía una especificad cultural.
Tras la muerte del rey don Pelayo (hacia el año 737), el territorio asturiano abarcaba desde el río Eo al río Asón.
En la mayoría de los mapas cartográficos hechos desde el siglo XVI se ve una Asturias dividida en dos: las Asturias de Oviedo y las Asturias de Santillana. Las de Oviedo tenían su frontera occidental en el río Eo y por la parte oriental en el concejo de Ribadesella, donde comenzaban las de Santillana. Esta llegaba hasta poco más allá de Santander, situándose su frontera oriental en el río Asón. Por el sur las Asturias limitaban con la cordillera Cantábrica.
En el mapa cartográfico editado en 1700 por Charles Hubert (primer geógrafo del rey de España) empieza a nombrarse como Principado de Asturias, estando dividido aún en la de Oviedo y la de Santillana. En el año 1778 las Asturias de Santillana se integran definitivamente en la provincia de los Nueve Valles de Cantabria.
El contorno actual se establece en la división territorial de 1833, que divide España en provincias a imitación de la francesa. Comprende los territorios de la comarca histórica de las Asturias de Oviedo, añadiendo los concejos de Ribadedeva, Peñamellera Alta y Peñamellera Baja que pertenecían a las Asturias de Santillana, ahora en la provincia de Cantabria.

### Espacios naturales

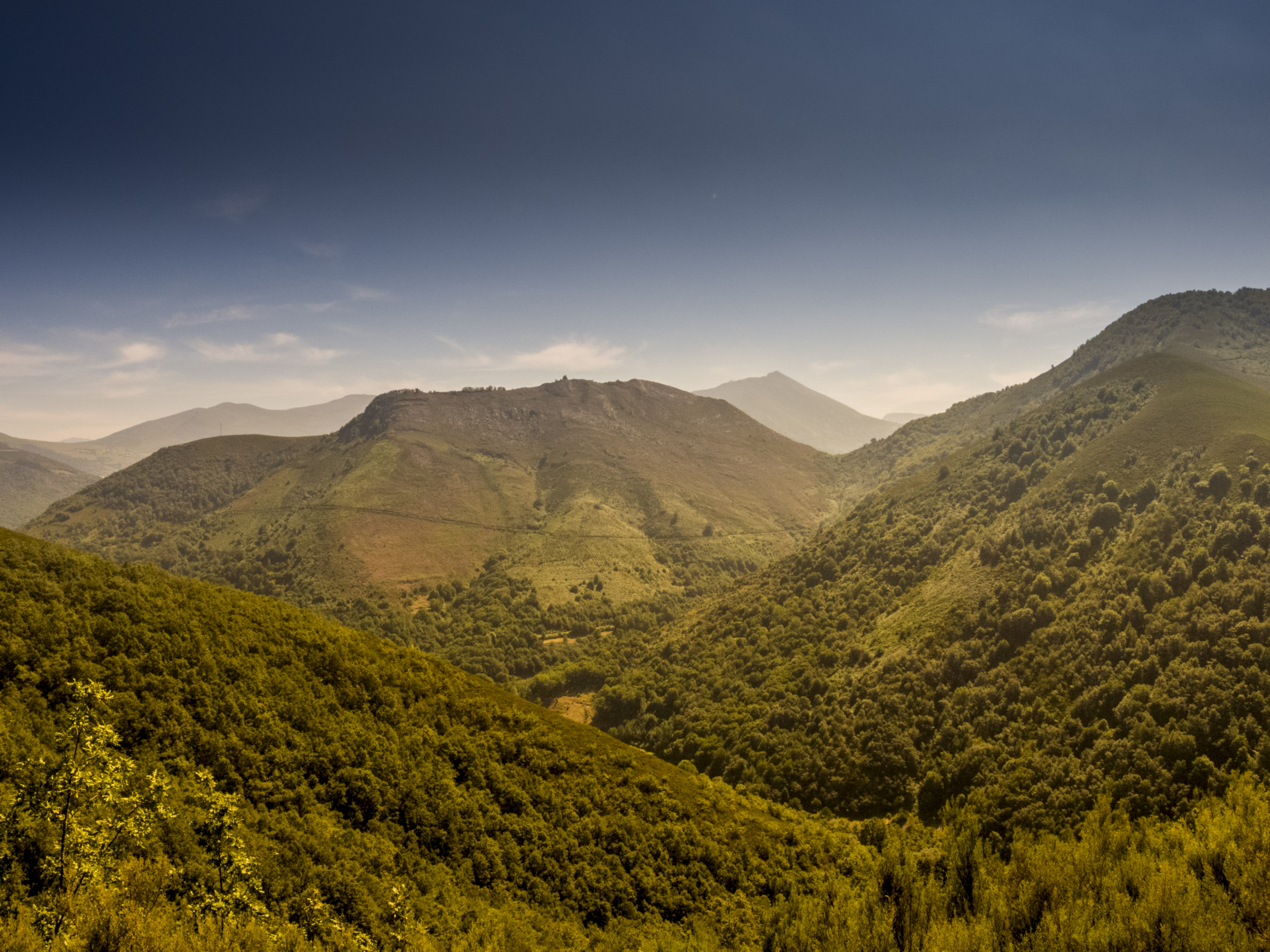
Muniellos, en el suroeste

Asturias es una comunidad montañosa y costera que cuenta con numerosos y conocidos enclaves naturales, algunos de ellos protegidos bajo diferentes figuras. De entre ellos destacan los reconocidos por la UNESCO como reservas de la biosfera:

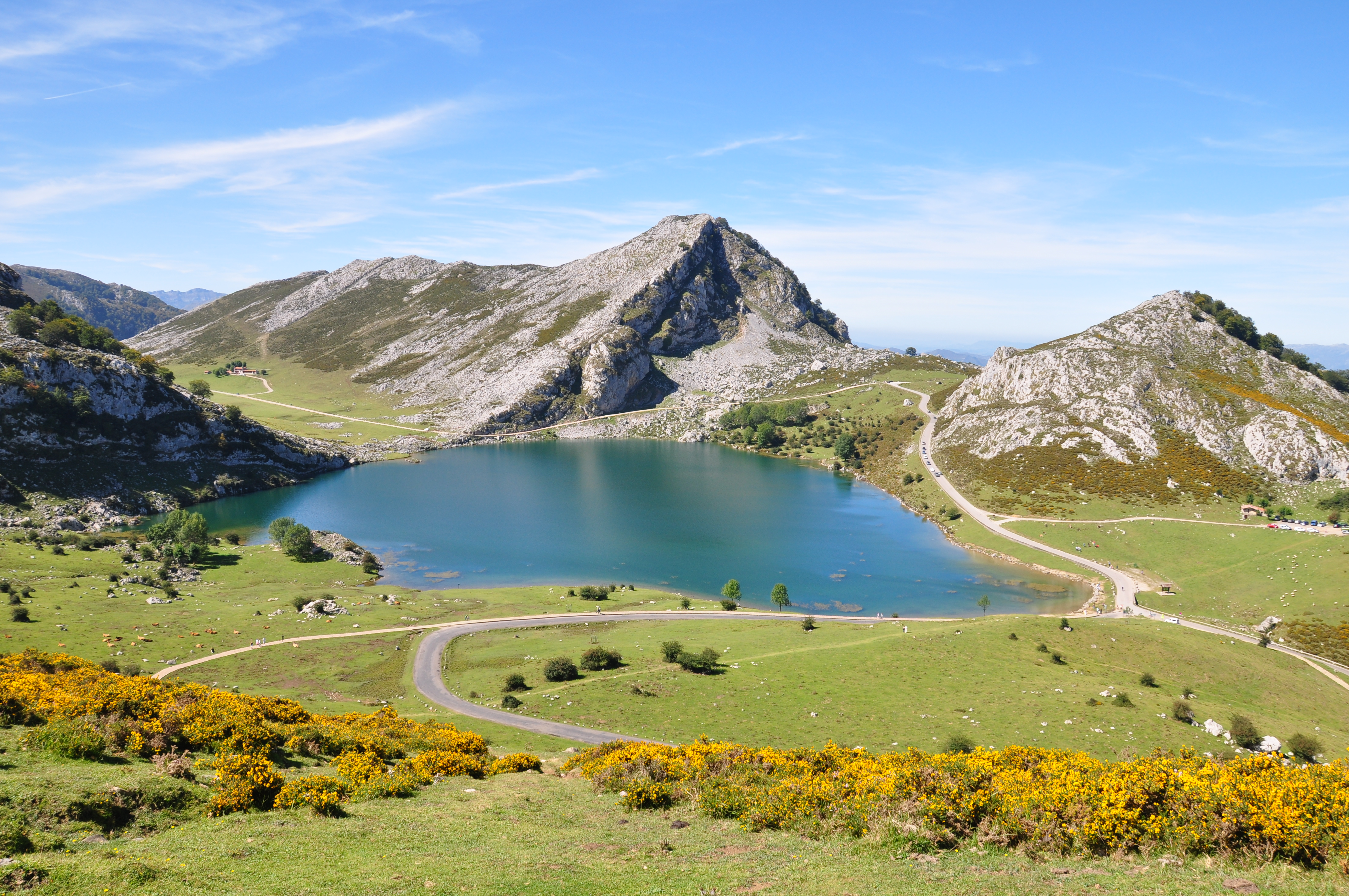
Lago Enol en los Picos de Europa

- La reserva natural integral de Muniellos, en el suroeste asturiano, entre los concejos de Cangas del Narcea e Ibias;
- El parque natural de Somiedo, en el concejo homónimo;
- El parque natural de Redes, en Caso y Sobrescobio;
- El parque nacional de Picos de Europa, que se extiende además por las vecinas comunidades de Cantabria y Castilla y León; y
- El parque natural de Las Ubiñas-La Mesa, en los municipios de Lena, Quirós y Teverga.
- La del Río Eo, Oscos y Tierras de Burón, repartida entre las Tierras de Burón —en la provincia gallega de Lugo— y los concejos asturianos de Castropol, Vegadeo, Taramundi, San Tirso de Abres, Villanueva de Oscos, Santa Eulalia de Oscos y San Martín de Oscos.
- El parque natural de las Fuentes del Narcea, Degaña e Ibias. Está situado en los concejos de Degaña, Cangas del Narcea e Ibias, además en ella está integrada la reserva natural integral de Muniellos.
- El área marina protegida y zona especial de conservación de El Cachucho, montaña submarina situada frente a la costa de Ribadesella. Primer área marina protegida en aguas españolas.

### Contaminación atmosférica
Asturias es, según un estudio de 2023, la comunidad que más gases contaminantes genera en relación con su PIB. Ya en 2018 era la comunidad autónoma que más contaminaba en relación con su población, con 21'3 toneladas de dióxido de carbono (CO2) por habitante y año. Entre 2020 y 2021 Asturias fue la comunidad que más aumentó sus emisiones de CO2, hasta un 21%.
Ya existen estudios que han demostrado que se da una relación directa entre la contaminación y las enfermedades en el Principado. La polución, según estos estudios, deriva en un mayor número de ingresos hospitalarios y además agudiza las enfermedades crónicas. A pesar de que existen diversas normativas elaboradas por la Junta General del Principado de Asturias, los grupos ecologistas señalan que en muchos casos se trata de «papel mojado» y que «el incumplimiento de la ley es constante», al superarse de manera reiterada los límites que dicha ley señala sobre los agentes contaminantes.
Esto ha llevado a distintas movilizaciones bajo el lema «Asturies, paraísu contaminau» (en asturiano, «Asturias, paraíso contaminado»).

## Historia
Asturias estuvo ocupada por grupos humanos desde el Paleolítico Inferior y durante el superior se caracterizó por las pinturas rupestres del oriente de la Comunidad. En el Mesolítico se desarrolló una cultura original, el asturiense. A continuación se introdujo la Edad de Bronce, caracterizada por los megalitos y túmulos. Durante la Edad de Hierro, con raíces en la tradición local del Bronce final atlántico, se desarrollaron un conjunto de comunidades que construían y habitaban en castros. Estas poblaciones evolucionaron localmente durante todo el primer milenio antes de nuestra era, hasta la llegada de los romanos al noroeste peninsular, que percibieron a dichas poblaciones como parte de una realidad étnica (los astures) que no correspondía con la realidad ya que difícilmente esas comunidades mantenían una conciencia clara de pertenencia a una estructura sociopolítica más allá de unidades locales, comarcales, estructuradas en unidades territoriales como valles o cuencas fluviales.
La conquista romana sobre los celtas entre 29 y 19 a. C. en las guerras cántabras termina la conquista de Hispania. Durante este período romano destacaron las labores mineras realizadas por el Estado Romano, con el oro del Occidente asturiano como centro del esquema territorial en época alto-imperial. La explotación minera de las riquezas auríferas decayó en los siglos II-III d. C. en favor de las minas romanas de la región de la Dacia, conquistada para el Imperio entonces (agotamiento total de minas, como Las Médulas en lo que era el sur de Asturias. El otro esquema complementario de estos momentos eran las explotaciones agropecuarias, villas romanas como las de Veranes (Gijón) o Memorana (Lena), además del surgimiento de núcleos fortificados como Gegionem (Gijón).

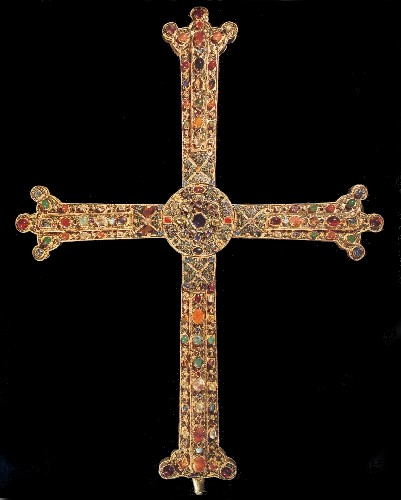
Cruz de la Victoria

Tras una pobre romanización, los visigodos intentaron ejercer control sobre el territorio durante el siglo VI sin resultado, que terminó a principios del siglo VIII con la invasión musulmana. El territorio, como había sucedido con Roma y Toledo, no fue fácil de someter, estableciéndose en 722 una independencia de facto como Reino de Asturias tras la victoria de Pelayo en la batalla de Covadonga. A partir de entonces el pequeño reducto de nobles godos y astures comenzó a recuperar el territorio perdido ante la conquista musulmana del año 711, incorporó bajo su órbita el territorio que había pasado a ser tierra de nadie desde el río Eo hasta el Duero y creó durante este período un arte propio, el arte prerrománico asturiano que se extendió por sus dominios, hasta el sur de la actual Galicia. En el siglo X el centro de poder se trasladó desde Oviedo a León dando lugar al Reino de León. A partir de entonces el aislamiento propiciado por la cordillera Cantábrica, el traslado de los centros de decisión del Reino y el movimiento de la frontera con los reinos de taifas de al-Ándalus hace que las referencias históricas sean escasas. Tras la rebelión del hijo de Enrique II de Trastámara, se establece el Principado de Asturias. Si hubo varios intentos de independencia, los más conocidos fueron el conde Gonzalo Peláez o la reina Urraca que aun consiguiendo importantes victorias al final fueron derrotados por las tropas del monarca a través de diferentes pactos. En el siglo XVI el territorio alcanzó por primera vez los 100 000 habitantes, número que se duplicó con la llegada del maíz americano en el siglo siguiente. A comienzos del siglo XVII se funda la Universidad de Oviedo siguiendo la idea de Fernando Valdés Salas. A pesar de lo modesto de la institución en sus primeros siglos, pasaron por ella importantes nombres del movimiento ilustrado como Benito Feijoo, Felipe Ignacio Canga o Jovellanos, además de otros políticos destacados del XIX como Agustín Argüelles, 

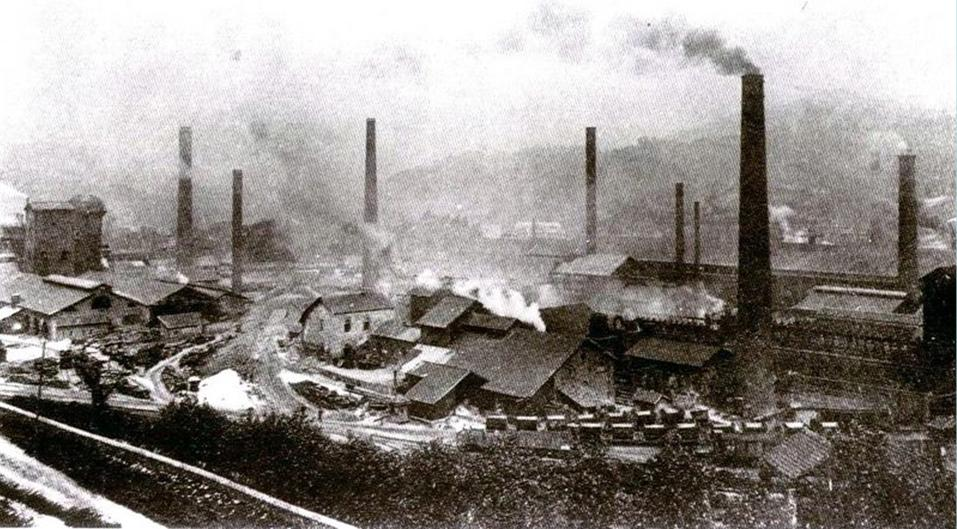
Fábrica de La Felguera en la década de 1920

El 8 de mayo de 1808, la antigua Junta general del Principado de Asturias declaró la guerra a Francia y se proclamó soberana, creando ejército propio y enviando embajadores al extranjero, siendo el primer organismo oficial de España en dar ese paso. En ese momento se formaron cuerpos militares propios como el Regimiento de Candás y Luanco. El 1 de enero de 1820 el oficial Rafael del Riego, oriundo de la parroquia asturiana de Tuña, se sublevó en Cádiz proclamando el retorno a la Constitución de 1812.
A partir de 1830 comenzó la explotación sistemática del carbón y se inició la revolución industrial en la comunidad especialmente en la zona centro del Principado. Más tarde se establecieron potentes industrias siderúrgicas en La Felguera, Mieres y Gijón en el siglo XIX, y en Avilés en la segunda mitad del XX, además la industria naval desde el XIX.

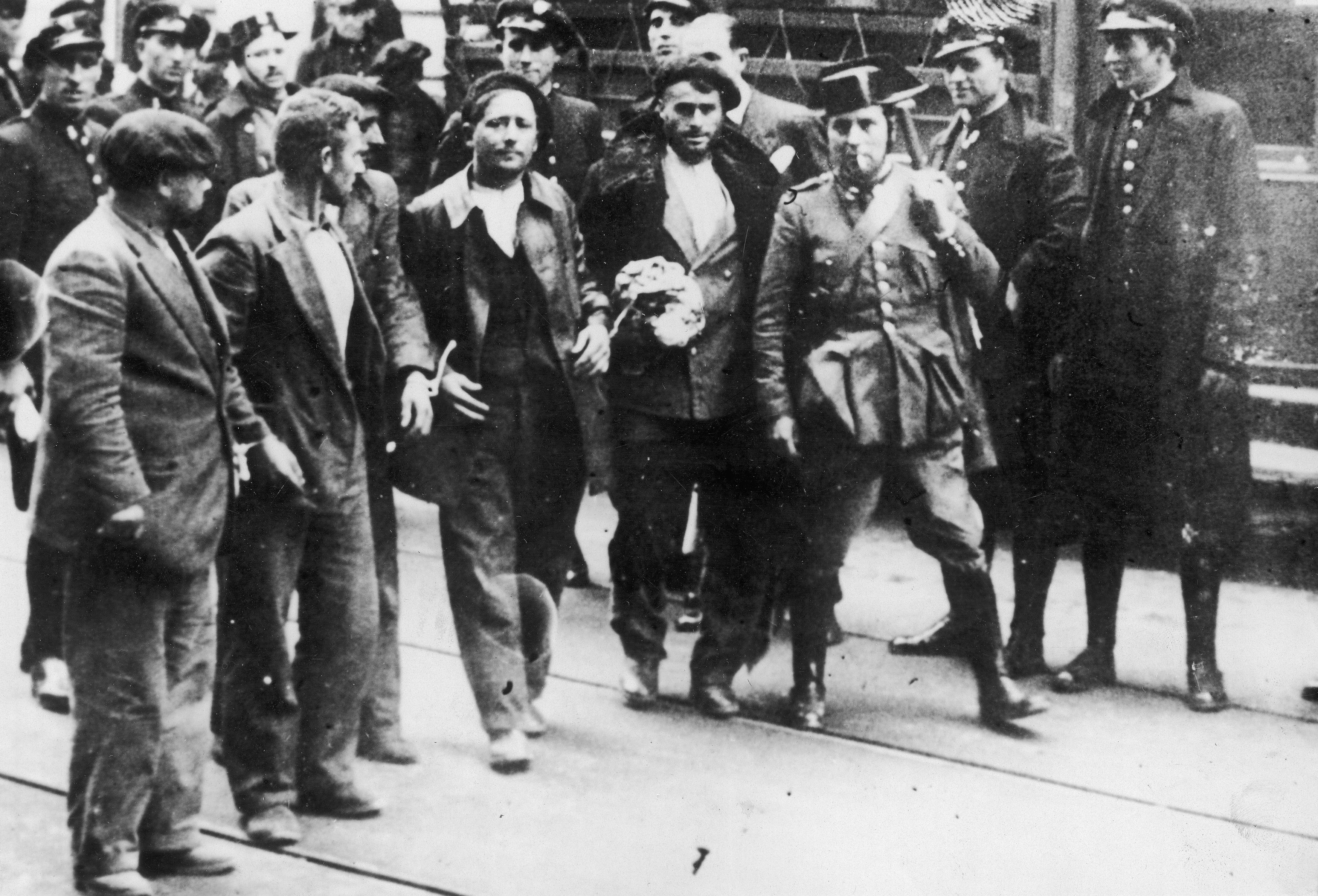
Revolución de Asturias de 1934

El 6 de octubre de 1934 comenzó un alzamiento revolucionario en la cuenca minera provocado por la negativa de los revolucionarios a permitir la entrada de la CEDA en el gobierno. La Revolución de 1934 tuvo a Asturias por escenario principal, quedando Oviedo asolada en buena parte. Sufrieron graves daños edificios como la Universidad que fue atacada por los revolucionarios y en cuya biblioteca se guardaba fondos bibliográficos que no se pudieron recuperar; o el teatro Campoamor, en este caso incendiado por las fuerzas gubernamentales. La Cámara Santa en la catedral fue dinamitada aunque se salvaron milagrosamente sus joyas.
El 25 de agosto de 1937 se proclamó en Gijón el Consejo Soberano de Asturias y León presidido por el dirigente sindical y socialista Belarmino Tomás, terminando el conflicto el 20 de octubre de 1937 con la victoria de las tropas nacionales en el frente norte. 
Tras veinte años de estancamiento económico, se produjo la definitiva industrialización de Asturias en las décadas de 1960 y 1970, durante el milagro económico español (1959-1973). Fuertemente afectado por la reconversión industrial de la década de 1990, el Principado intentó potenciar sus abundantes recursos paisajísticos y naturales con vistas al sector turístico, política que continúa hasta el día de hoy, en el siglo XXI.

## Gobierno y política
La organización y la estructura política del Principado de Asturias se rige por el Estatuto de Autonomía, en vigor desde el 30 de enero de 1982. Según el Estatuto, los órganos institucionales del Principado de Asturias son tres: la Junta General, el Consejo de Gobierno y el presidente. La forma de gobierno del Principado es parlamentaria: la Junta General es el poder legislativo que elige, en representación del pueblo asturiano, al presidente del Principado de Asturias. El presidente del Principado de Asturias es el del Consejo de Gobierno, el jefe del poder ejecutivo, y responde políticamente ante la Junta General, la cual, a través de una moción de censura o una cuestión de confianza puede cesarle en sus funciones.
Entre las funciones de la Junta General están la aprobación de los presupuestos, y la orientación y control de la acción del Consejo de Gobierno. Está integrada por 45 diputados, electos por un período de cuatro años por medio del sufragio universal dentro de un sistema de representación proporcional en que la asignación de diputados se basa en el método D'Hondt.
Los resultados de las elecciones a la Junta General han sido:
| Elecciones autonómicas | Elecciones autonómicas | Elecciones autonómicas | Elecciones autonómicas | Elecciones autonómicas | Elecciones autonómicas | Elecciones autonómicas | Elecciones autonómicas | Elecciones autonómicas | Elecciones autonómicas | Elecciones autonómicas | Elecciones autonómicas | Elecciones autonómicas |
| Partido                | 1983                   | 1987                   | 1991                   | 1995                   | 1999                   | 2003                   | 2007                   | 2011                   | 2012                   | 2015                   | 2019                   | 2023                   |
| ---------------------- | ---------------------- | ---------------------- | ---------------------- | ---------------------- | ---------------------- | ---------------------- | ---------------------- | ---------------------- | ---------------------- | ---------------------- | ---------------------- | ---------------------- |
| FSA-PSOE               | 26                     | 20                     | 21                     | 17                     | 24                     | 22                     | 21                     | 15                     | 17                     | 14                     | 20                     | 19                     |
| PP                     | 14a                    | 13a                    | 15                     | 21                     | 15                     | 19                     | 20                     | 10                     | 10                     | 11                     | 10                     | 17                     |
| IU/IU-IAS/CxAst        | 5b                     | 4c                     | 6c                     | 6c                     | 3c                     | 4e                     | 4f                     | 4h                     | 5c                     | 5c                     | 2                      | 3                      |
| Foro                   |                        |                        |                        |                        |                        |                        |                        | 16                     | 12                     | 3                      | 2                      | 1                      |
| Podemos Asturies       |                        |                        |                        |                        |                        |                        |                        |                        |                        | 9                      | 4                      | 1                      |
| Ciudadanos             |                        |                        |                        |                        |                        |                        |                        |                        |                        | 3                      | 5                      | 0                      |
| Vox                    |                        |                        |                        |                        |                        |                        |                        |                        |                        | 0                      | 2                      | 4                      |
| CDS                    | 0                      | 8                      | 2                      | 0                      |                        |                        |                        |                        |                        |                        |                        |                        |
| PAS                    |                        | 0                      | 1d                     | 1                      | 0                      | 0                      | 0 g                    | 0 g                    |                        |                        |                        |                        |
| URAS                   |                        |                        |                        |                        | 3                      | 0                      | 0 g                    | 0 g                    | 0                      | 0                      |                        |                        |
| UPyD                   |                        |                        |                        |                        |                        |                        |                        | 0                      | 1                      | 0                      |                        |                        |
| Total                  | 45                     | 45                     | 45                     | 45                     | 45                     | 45                     | 45                     | 45                     | 45                     | 45                     | 45                     | 45                     |

| a Corresponde a Alianza Popular (AP) b Corresponde al Partido Comunista de Asturias (PCA-PCE) c IU-IX se presentó en solitario d PAS se presentó en coalición con UNA en Coalición Asturiana (CA) | e IU-IX se presentó en coalición con el Bloque por Asturies f IU-IX se presentó en coalición con el Bloque por Asturies y Los Verdes de Asturias g PAS y URAS se presentan en coalición bajo el nombre de Unión Asturianista h IU-IX se presentó en coalición con Los Verdes de Asturias |

### Organización territorial

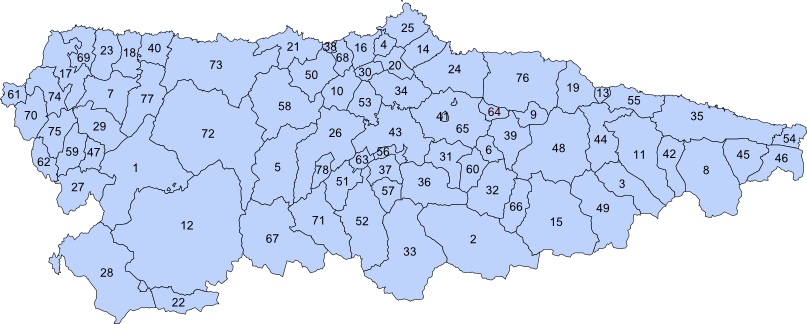
Concejos asturianos

A efectos administrativos, el Principado de Asturias está dividido en 78 concejos, figura legalmente equivalente al municipio. La entidad menor que el concejo es la parroquia, que no tiene por qué coincidir necesariamente con la parroquia eclesiástica. Dentro de cada parroquia pueden darse diferentes barrios y aldeas.
El estatuto de autonomía también habla de la posibilidad de ordenación de comarcas. Aunque legalmente no se han desarrollado aún, sí existen algunas administraciones comarcales establecidas por varios municipios o concejos para la prestación de los servicios que son competencia municipal, así como para la ordenación, planificación y promoción al exterior de la comarca. Estas son: la comarca de Avilés que comprende los concejos de Avilés, Gozón, Illas, Corvera y Castrillón y la comarca del Nalón que comprende Langreo, San Martín, Laviana, Caso y Sobrescobio.
A efectos electorales en Asturias existen tres circunscripciones: central, occidental y oriental, siendo la mayor de ellas y a efectos poblacionales, la central.
Desde el punto de vista judicial Asturias se divide en 18 partidos judiciales, con juzgados de primera instancia en la capital de cada uno de ellos.
Desde el punto de vista sanitario Asturias tiene 8 Áreas Sanitarias, 2 Distritos Sanitarios, 68 Zonas Básicas de Salud y 16 Zonas Especiales de Salud.

## Infraestructuras y servicios

### Educación

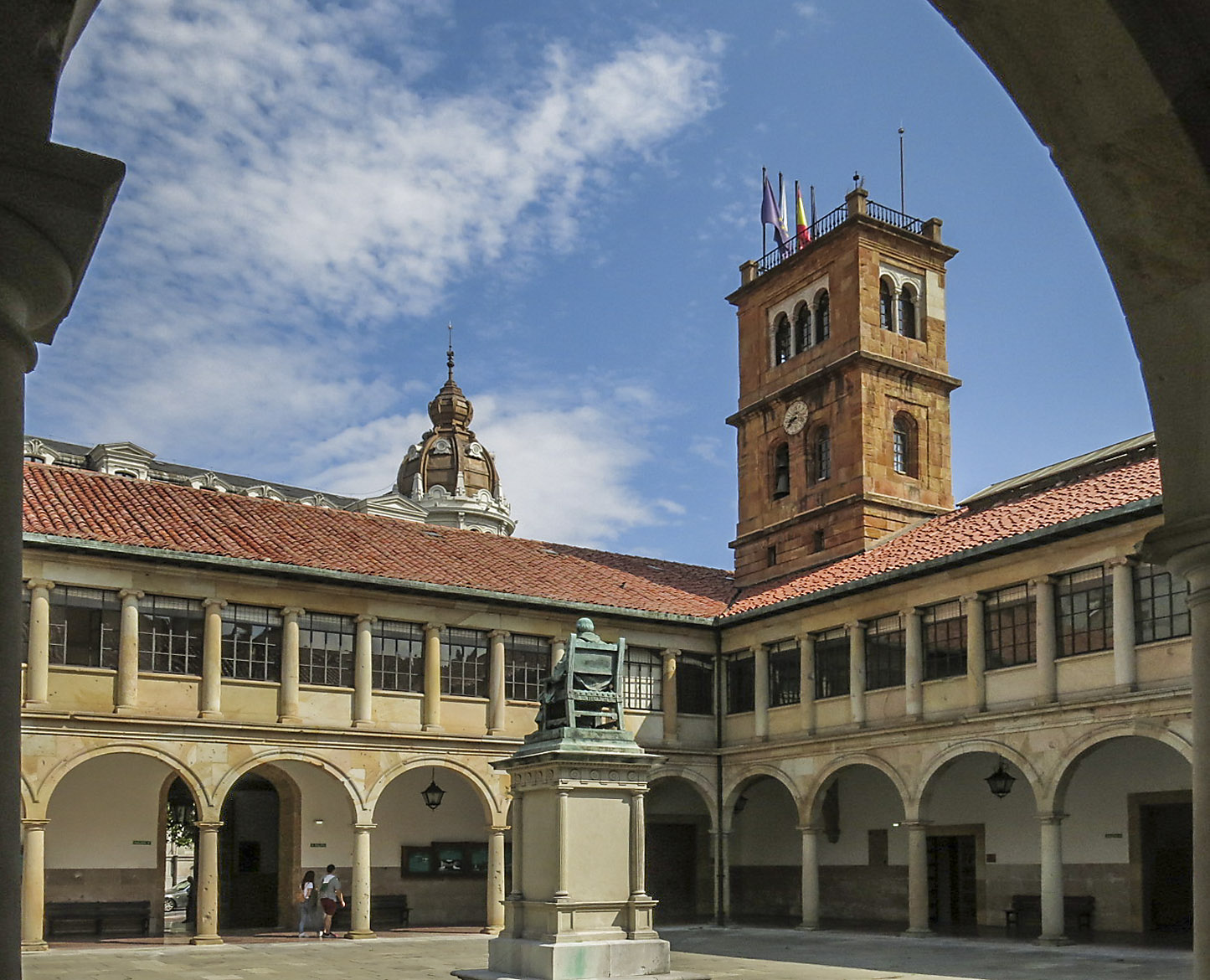
Claustro del edificio histórico de la Universidad de Oviedo

Asturias cuenta con una universidad pública, la Universidad de Oviedo, promovida por el inquisidor general Fernando Valdés Salas a finales del siglo XVI, quien ya había fundado el colegio de San Gregorio, para el estudio de Gramática y Latinidad y el Colegio de Niñas Huérfanas Recoletas. La universidad echó a andar en 1607. A días de hoy cuenta con numerosos campus repartidos entre Oviedo, Gijón y Mieres. Cuenta con 20 000 estudiantes anuales y destacan especialmente sus facultades de medicina e ingenierías así como sus programas Erasmus. Asturias también cuenta con escuelas universitarias privadas. 
La educación de formación profesional en Asturias tiene su origen en escuelas de maestría fundadas por empresas industriales desde finales del siglo XIX, destacando hoy en día varios campus de FP en Oviedo, Gijón, Avilés y Langreo.

### Transporte
Asturias está bastante aislada debido al gran relieve montañoso que tiene. La región se comunica con la meseta cruzando la cordillera Cantábrica y llegando hasta la ciudad de Sevilla mediante la actual A-66. En cuanto al tren, con el desarrollo del ferrocarril en el siglo XIX, se comunicó con el resto de la península, principalmente con León y Santander. En la región se sitúa uno de los puertos más importantes del Cantábrico, El Musel, el cual tiene rutas comerciales diarias con Francia, Reino Unido, Irlanda.
La mayor parte del transporte asturiano está integrado en el Consorcio de Transportes de Asturias.

#### Aeropuertos

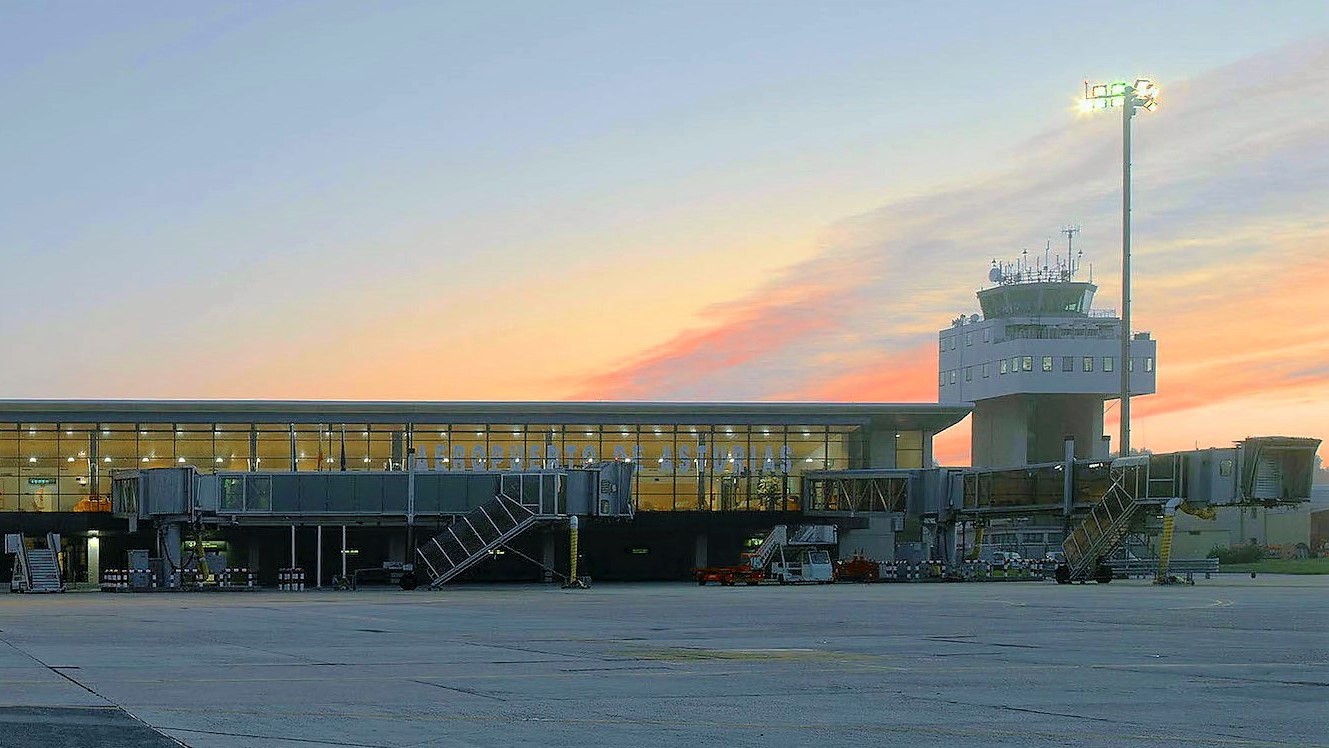
Aeropuerto de Asturias

Asturias únicamente cuenta con el aeropuerto de Asturias, situado en Santiago del Monte, y el aeródromo de la Morgal, en Llanera.
El aeropuerto de Asturias tiene líneas aéreas diarias con Palma de Mallorca, Madrid, Barcelona, Lanzarote, Sevilla, y semanales con Tenerife Sur, Alicante, Málaga, Valencia, Bruselas, la Región de Murcia, Londres y Ginebra. El aeropuerto registró 1 417 433 pasajeros en el año 2019. A él se puede acceder a través de la autovía del Cantábrico A-8 y la carretera N-632.

#### Ferrocarril

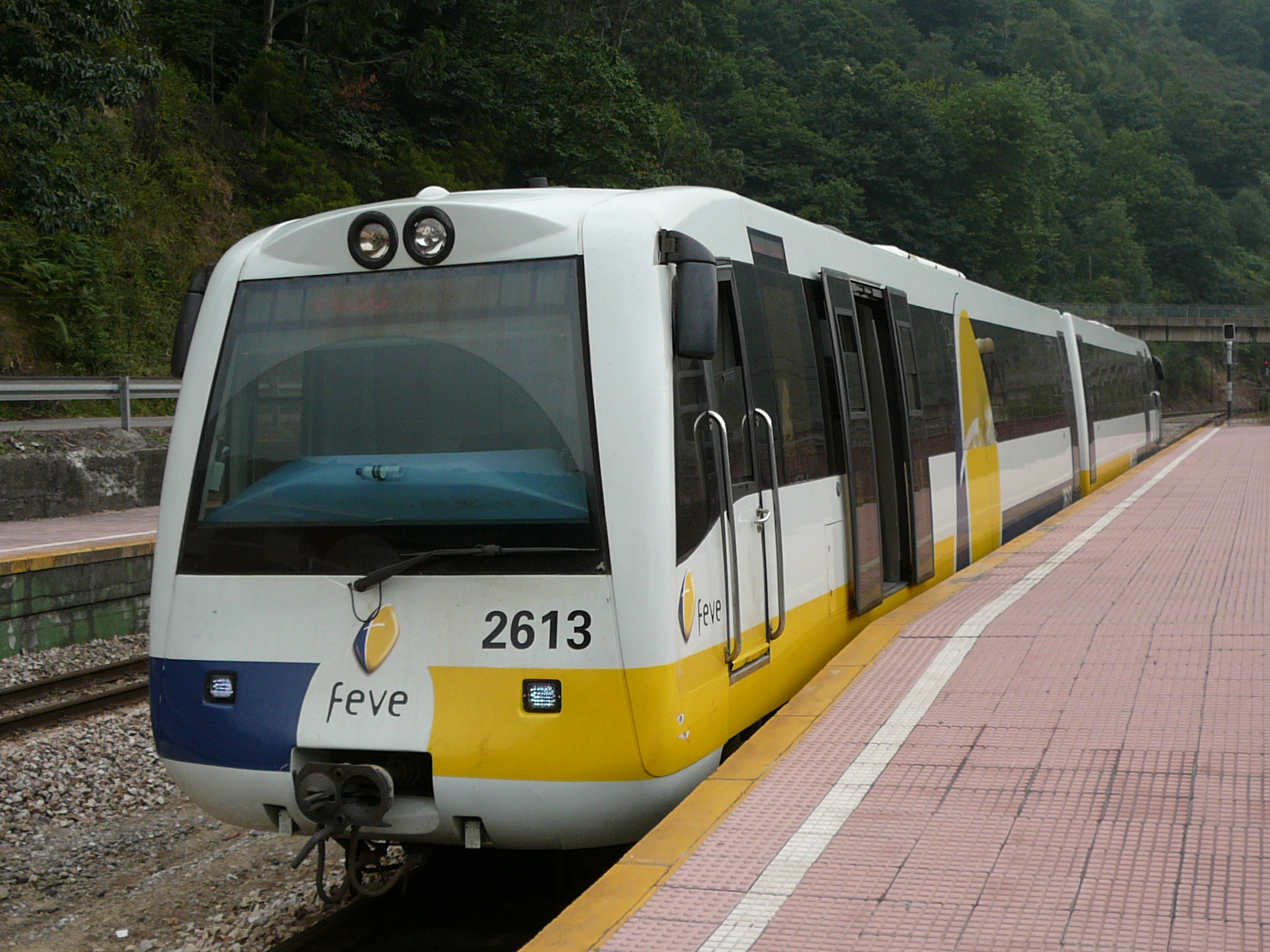
Tren de Renfe Cercanías AM en la estación de Ablaña, Mieres

Asturias cuenta con una de las infraestructuras ferroviarias más importantes del país dada la importancia de este transporte en el pasado industrial de la región. En la actualidad cuenta con una densa red de cercanías en la zona central (Véase Cercanías Asturias), servicios ofrecidos por Renfe Operadora, en red de ancho métrico e ibérico. También prestan servicios regionales y de larga distancia con Ferrol, Santander, León, Madrid, Alicante y Barcelona.
El 29 de noviembre de 2023 se inauguró finalmente la variante de Pajares, una infraestructura ferroviaria largamente solicitada, que permite el acceso a la alta velocidad y redujo en aproximadamente 1 hora las conexiones con Madrid y, por ende, el resto de España.

#### Carreteras

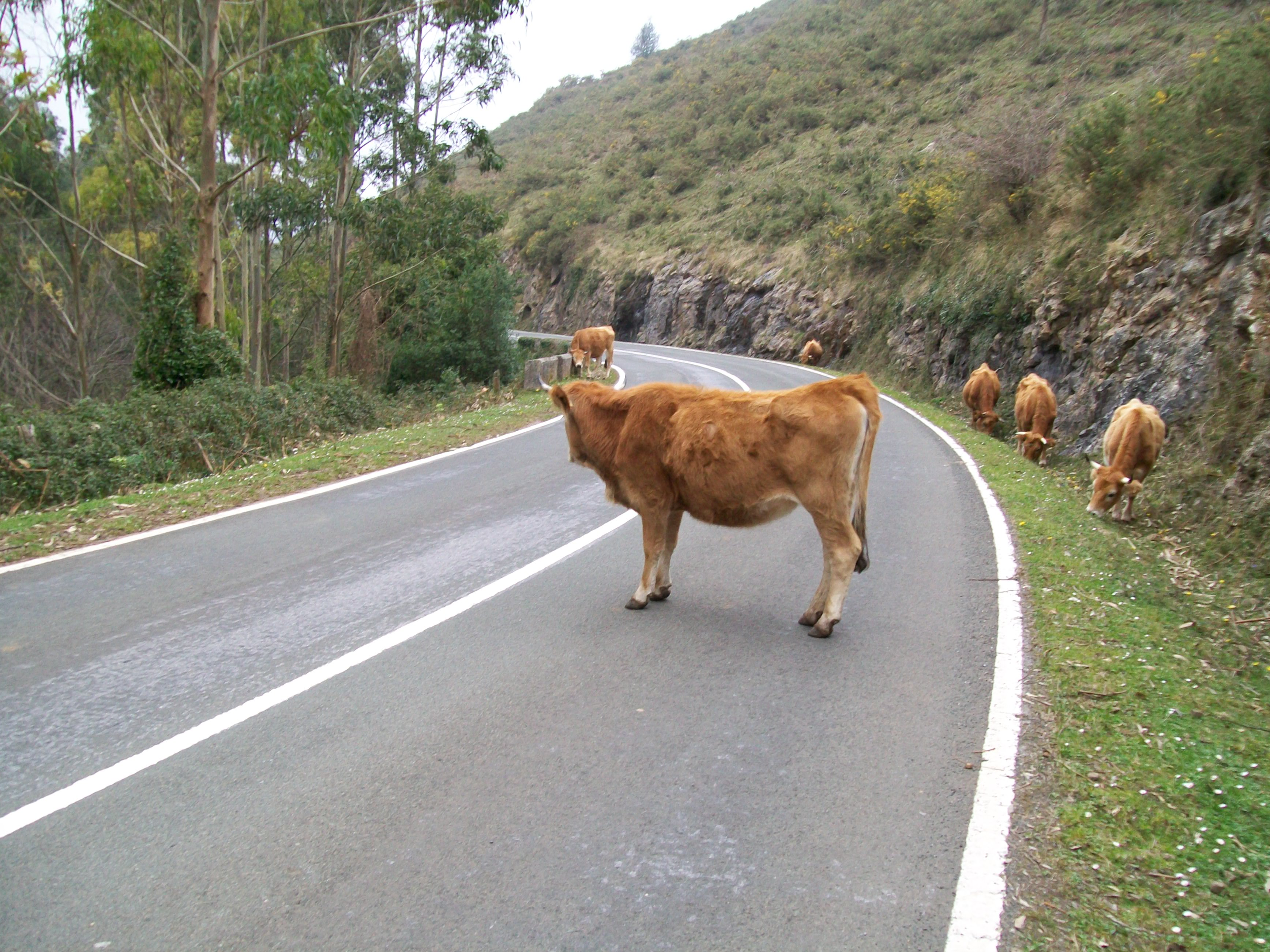
Carretera AS-260

Los dos grandes ejes de Asturias son las autovías A-66 y A-8 que cruzan de norte a sur y de este a oeste respectivamente la región. Además existe un número autovías complementarias autonómicas, algunas todavía en construcción o proyecto, como la A-63, la AS-III, y otras terminadas, como la AS-I (autovía Minera), la AS-II (autovía Industrial) y la A-64 (Oviedo-Villaviciosa).
Por otra parte, existe una amplia red de carreteras dependientes del Gobierno Autonómico.

#### Transporte marítimo
Antiguas conexiones en ferry desde el puerto de Gijón:
- Gijón-Nantes/Saint Nazaire (Francia) vía la Autopista del Mar[26]
- Gijón-Poole (Reino Unido)
- Gijón-Rosslare (Irlanda)

En 2022 estas conexiones estaban suspendidas, si bien se intentaba gestionar su reanudación a medio plazo.

## Economía

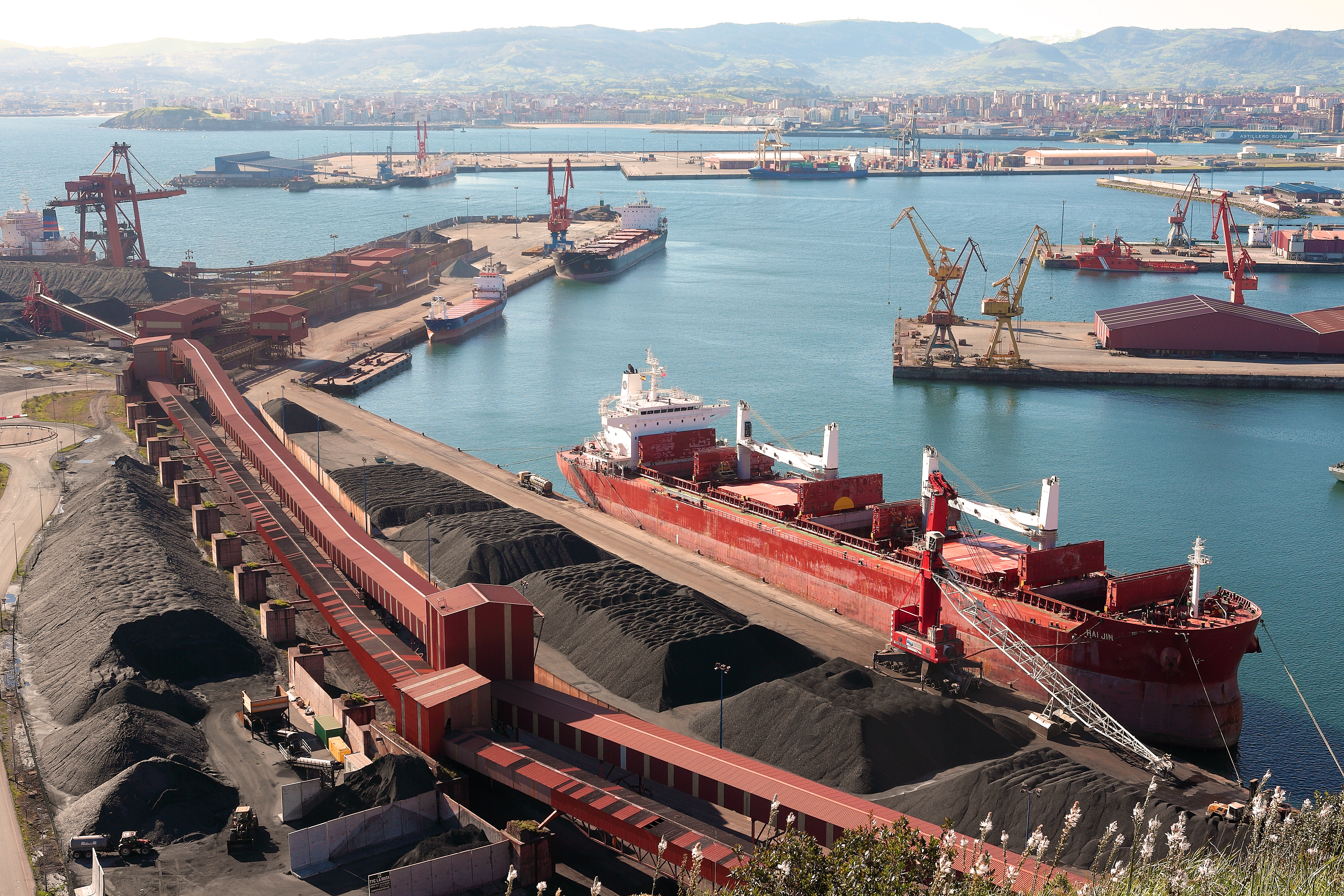
Puerto de Gijón

La economía de Asturias cuenta con un sector primario en retroceso que ocupa al 6 % de la población activa con ganadería vacuna, destacando la producción lechera, agricultura (maíz, patatas y manzanas) y pesca. En el siglo XX fue muy significativa la minería de carbón.
El sector secundario emplea al 30 % de la población activa, siendo importantes: la siderurgia, especialmente ubicada entre Gijón y Avilés, la alimentación, los astilleros, las armas, las químicas, equipos de transporte, etc. En el sector terciario se asienta el 65 % de la población activa y va en aumento, así la capital Oviedo es la ciudad que más crece en número de habitantes (siendo aún la costera Gijón la más poblada), hecho sintomático de la concentración de la población en los centros urbanos y de la importancia que el turismo ha adquirido en la región en los últimos años, con el eslogan: «Asturias, paraíso natural».
La renta por habitante está bajo la media nacional, ubicada en 21 149 € en 2020. Asturias está por debajo de la media nacional de desempleo al situarse con un 10 % de desempleo a fines de 2021.

Exportaciones de Asturias, 2020

Los ayuntamientos que forman parte del Principado de Asturias tenían una deuda pública global de 451 millones de € en 2009.

## Demografía

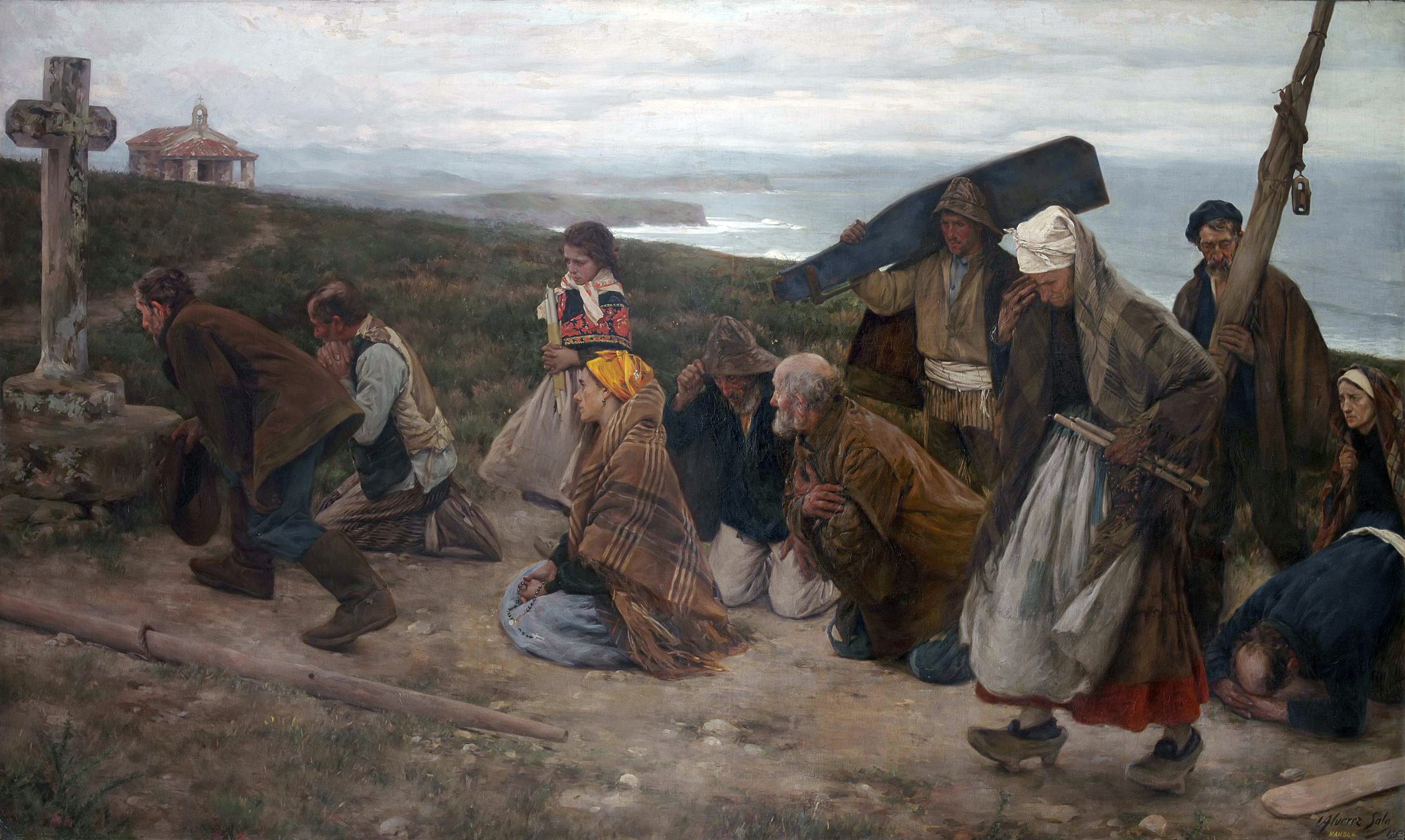
La promesa, después del temporal (1903). Paisaje asturiano del pintor gijonés Ventura Álvarez Sala

Asturias cuenta con 1 009 599 habitantes (INE 2024), lo que representa un 2,08 % del total nacional. Tiene una densidad de población de 95,21 hab./km².
La población se caracteriza por poseer la más alta tasa de mortalidad de España (12 por mil) y la más baja tasa de natalidad (6 por mil), por lo que desde 1987 la población está disminuyendo, dado que la natalidad solo representa el 42 % de la tasa de mantenimiento de la población, aunque las ciudades grandes mantienen su población, frente a las cuencas mineras y las áreas rurales del interior que se despueblan más rápidamente.
Desde el año 2000, la población asturiana ha disminuido en 70 000 personas; y se prevé que llegue a perder más de 100 000 habitantes en 2035, si continúa la actual sangría demográfica. Se preveía que en junio del 2022 su población se situara por debajo del millón de habitantes, si bien finalmente no fue así, debido al aumento de la inmigración.
Este descenso de la población se produce a pesar de que el saldo migratorio, tanto nacional como internacional, es positivo, pero no lo suficientemente grande como para compensar el fuerte decrecimiento vegetativo, producto de una población envejecida. Si bien el saldo migratorio entre Asturias y la Comunidad de Madrid tradicionalmente favorecía a esta última, en 2020 se invirtió la tendencia.
El porcentaje de extranjeros es del 3,65 % (INE 2017), tres veces menos que la media nacional y solo por delante de Galicia y Extremadura. Los principales colectivos extranjeros son el rumano (21,94 % del total de extranjeros), el marroquí (7,1 %), el brasileño (5,57 %) y el portugués (4,93 %).

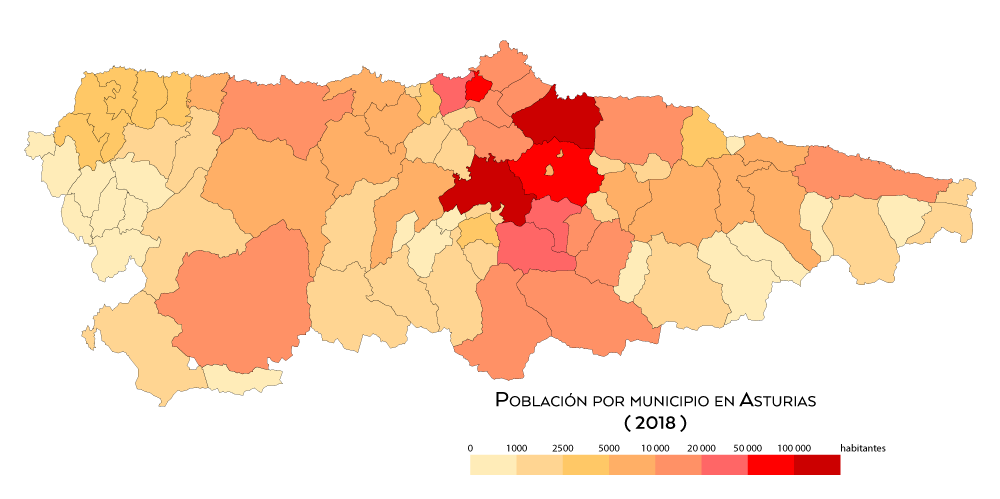
Población por concejo (2018)
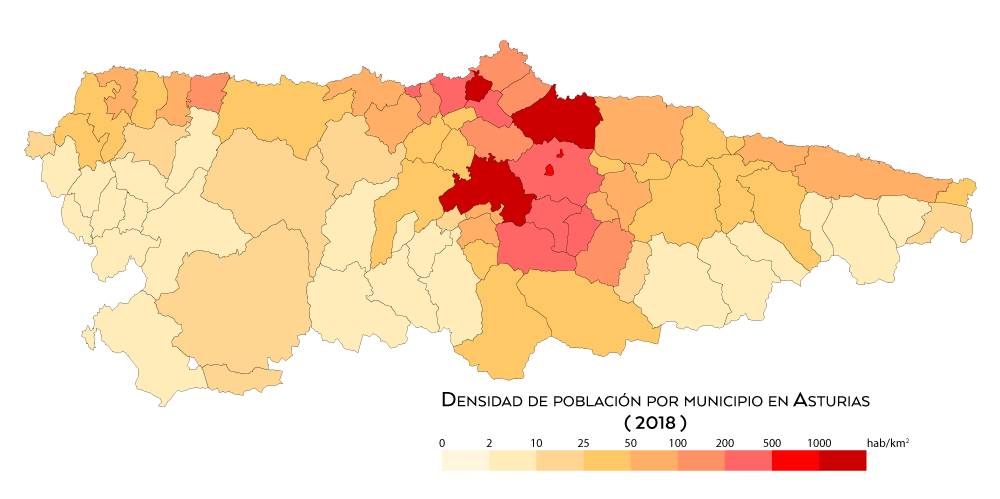
Densidad de población (2018)
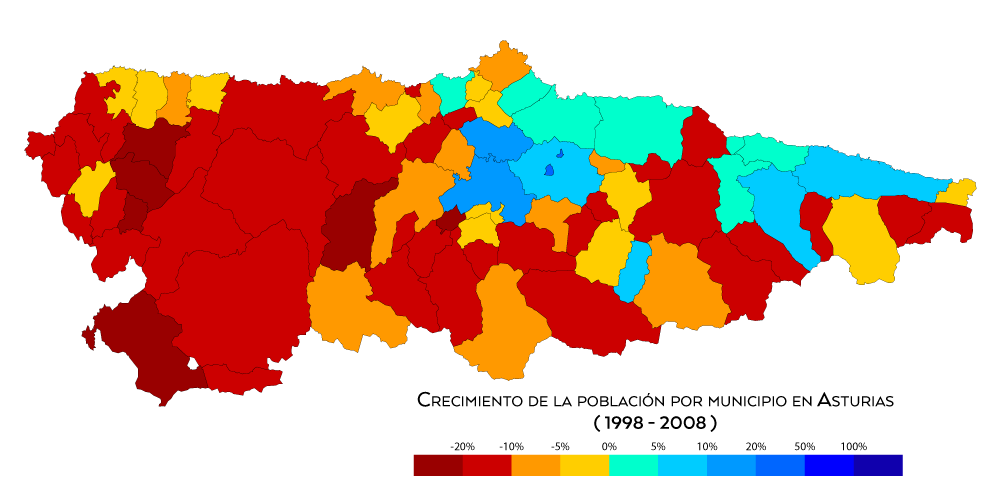
Crecimiento de población entre 1998 y 2008
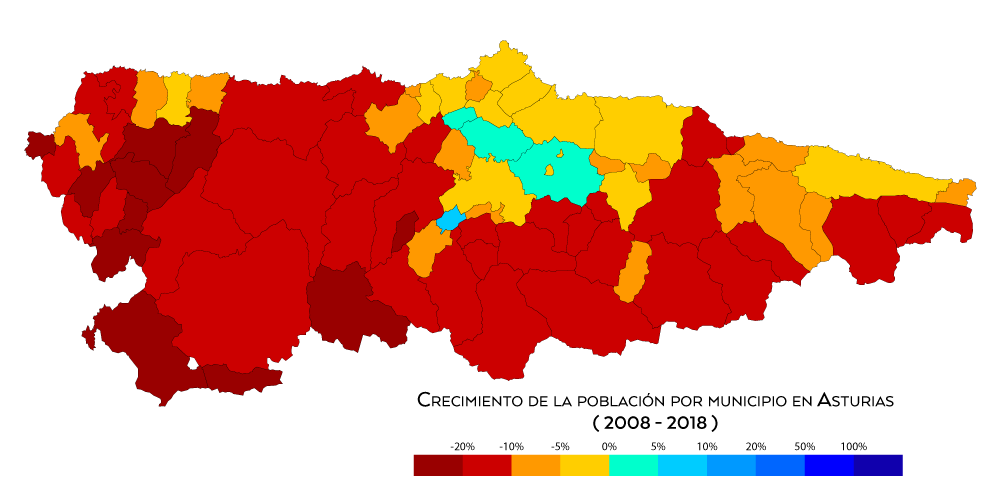
Crecimiento de población entre 2008 y 2018

### Municipios
Las principales poblaciones asturianas se concentran en la zona central del Principado, desde la costa al interior, siguiendo los valles mineros. El concejo o municipio más poblado es Gijón, con 267 706 hab., seguido de la capital autonómica, Oviedo, con 215 167 hab. y de Avilés, que tiene 75 877 hab. Otros concejos cuya población ronda los 50 000 habitantes son Siero (51 792 hab.), Langreo (38 262 hab.) y Mieres (36 574 hab.). Los datos son del INE, a 1 de enero de 2022. También cabe citar otros concejos cuyas capitales son muy importantes para vertebrar el territorio asturiano: Cangas del Narcea como capital suroccidental (11 817 hab.), Navia (8263 hab.) y Luarca (4627 hab.) en el noroccidente, Grado (9 598 hab.) como bisagra entre el centro y occidente de la región, Arriondas (5233 hab.) en el interior oriental y Llanes (13 545 hab.) como núcleo dinámico de la costa oriental.
A continuación se presentan en una tabla los veinte municipios con mayor población según el padrón municipal del INE de 2018 (cifras oficiales de población resultantes de la revisión del Padrón municipal a 1 de enero de 2018):

### Sanidad
El sistema sanitario público de Asturias es, según el Centro de Investigaciones Sociológicas, el segundo mejor valorado por comunidades autónomas después de Murcia. Según una encuesta realizada por dicha institución, los asturianos le dan una nota media de 6'62 a su sistema sanitario. Se mantiene, sin embargo, más de medio punto por debajo de la valoración que obtuvo en 2019, antes de la pandemia de COVID-19. En la misma encuesta, la mayoría de respuestas a la pregunta sobre qué mejorar del sistema de salud, apuntaba a mantener estable al mismo médico de familia, aumentar el personal y dotarlo de más recursos económicos.
Según el décimo informe La privatización sanitaria de las CCAA, elaborado por la Federación de Asociaciones para la Defensa de la Sanidad Pública (FADSP), Asturias se sitúa en un grado intermedio de privatización de su sistema sanitario.

## Cultura

### Arte

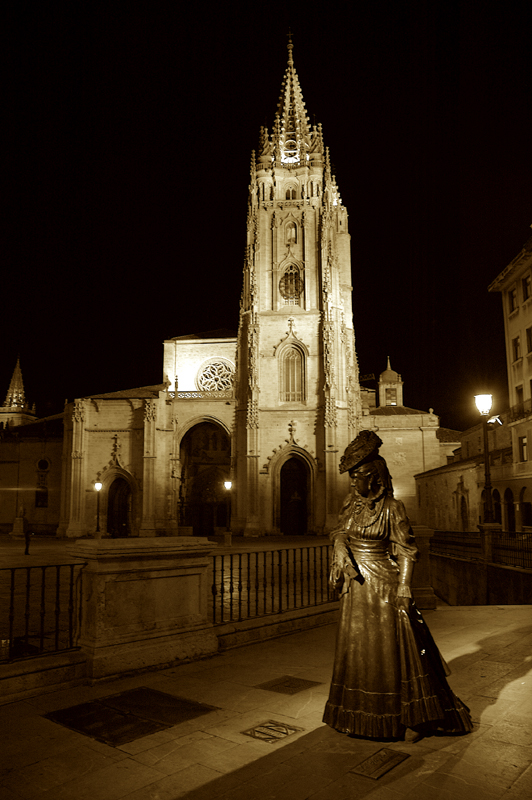
La Regenta y la catedral de Oviedo

El arte asturiano o prerrománico asturiano fue catalogado a partir de 1985 como Patrimonio de la Humanidad por Unesco, siendo un estilo peculiar dentro del más amplio prerrománico y que se localizó cerca del mar Cantábrico, libre de la ocupación musulmana, entre finales del siglo VIII y comienzos del X en que es absorbido por el arte románico venido de Francia. Aunque es sucesor del estilo visigodo, no puede decirse que el asturiano sea heredero legítimo suyo, pues no conserva sino accidentalmente alguno de sus elementos principales como es el arco en herradura y si bien al principio debió ser una imitación modesta del mencionado arte, muy pronto se manifiesta con nuevos y originales elementos acaso importados de Oriente o de Lombardía que singularmente lo realzan y lo denuncian como precursor del románico. En la misma categoría de Unesco se encuentra el arte parietal asturiano, englobado en la denominación de Altamira y Arte Rupestre de la Cornisa Cantábrica. 

### Arquitectura

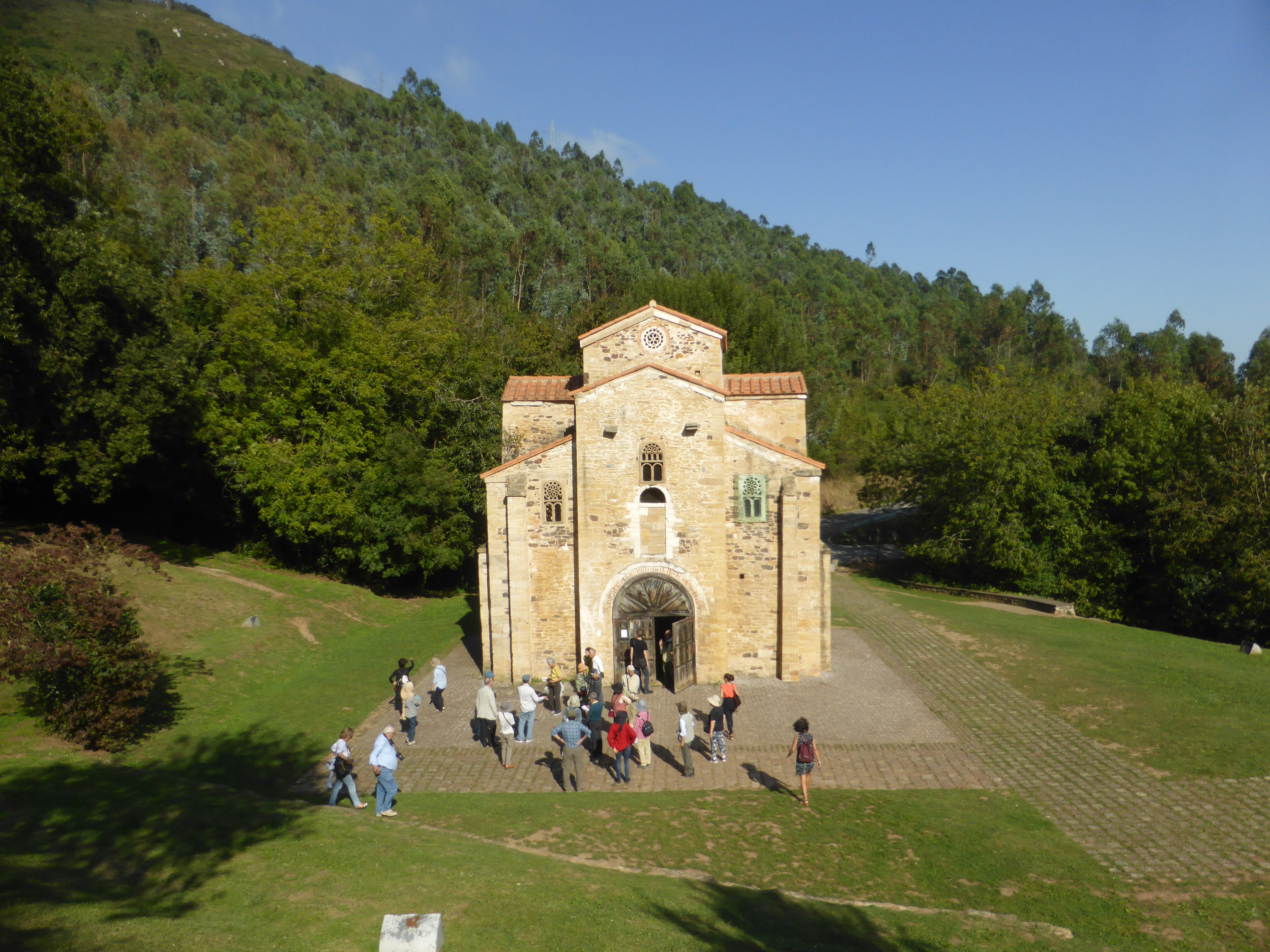
Iglesia de San Miguel de Lillo

Asturias posee un rico legado artístico del que destaca una arquitectura autóctona prerrománica (Arte asturiano) con monumentos como Santa María del Naranco, Santa Cristina de Lena y San Miguel de Lillo de estilo prerrománico ramirense (debido a Ramiro I) o San Julián de los Prados, conocida como Santullano (Oviedo) de estilo prerrománico alfonsino (debido a Alfonso II el Casto), todos ellos en Oviedo. En el concejo de Villaviciosa existen la iglesia de San Salvador de Valdediós (familiarmente conocida por los asturianos como el «conventín») y la iglesia de San Salvador de Priesca. 

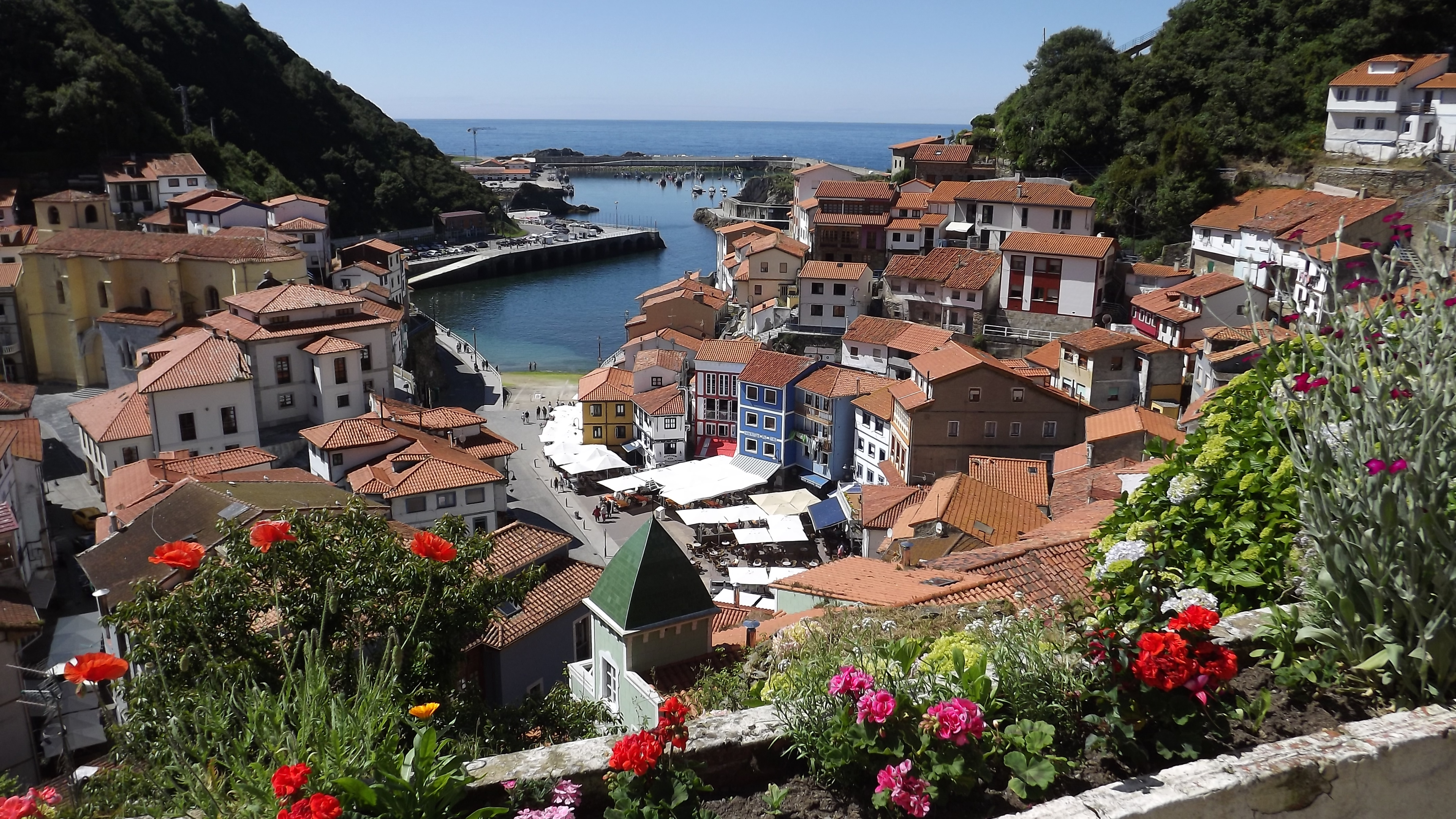
Cudillero, considerado habitualmente uno de los pueblos más bonitos de España

El arte románico está muy presente ya que toda Asturias estaba cruzada por una de las rutas jacobeas, destacando el monasterio de San Pedro de Villanueva (cerca de Cangas de Onís), las iglesias de San Esteban de Aramil (Siero), San Juan de Amandi (Villaviciosa) y Santa María de Junco (Ribadesella).
El gótico no es abundante, aunque existen buenas muestras de este estilo como la catedral de San Salvador en Oviedo.
Se encuentra más presente el barroco, por medio de la arquitectura palaciega, con ejemplos tan notables como el Palacio de Camposagrado y el de Velarde — este último sede del Museo de Bellas Artes de Asturias. De factura barroca destaca en obra civil pública el puente y portazgo (Olloniego); los miliarios, sillas o canapés presentes a lo largo de la carretera a Madrid y el edificio balneario de Caldas de Priorio (Oviedo).

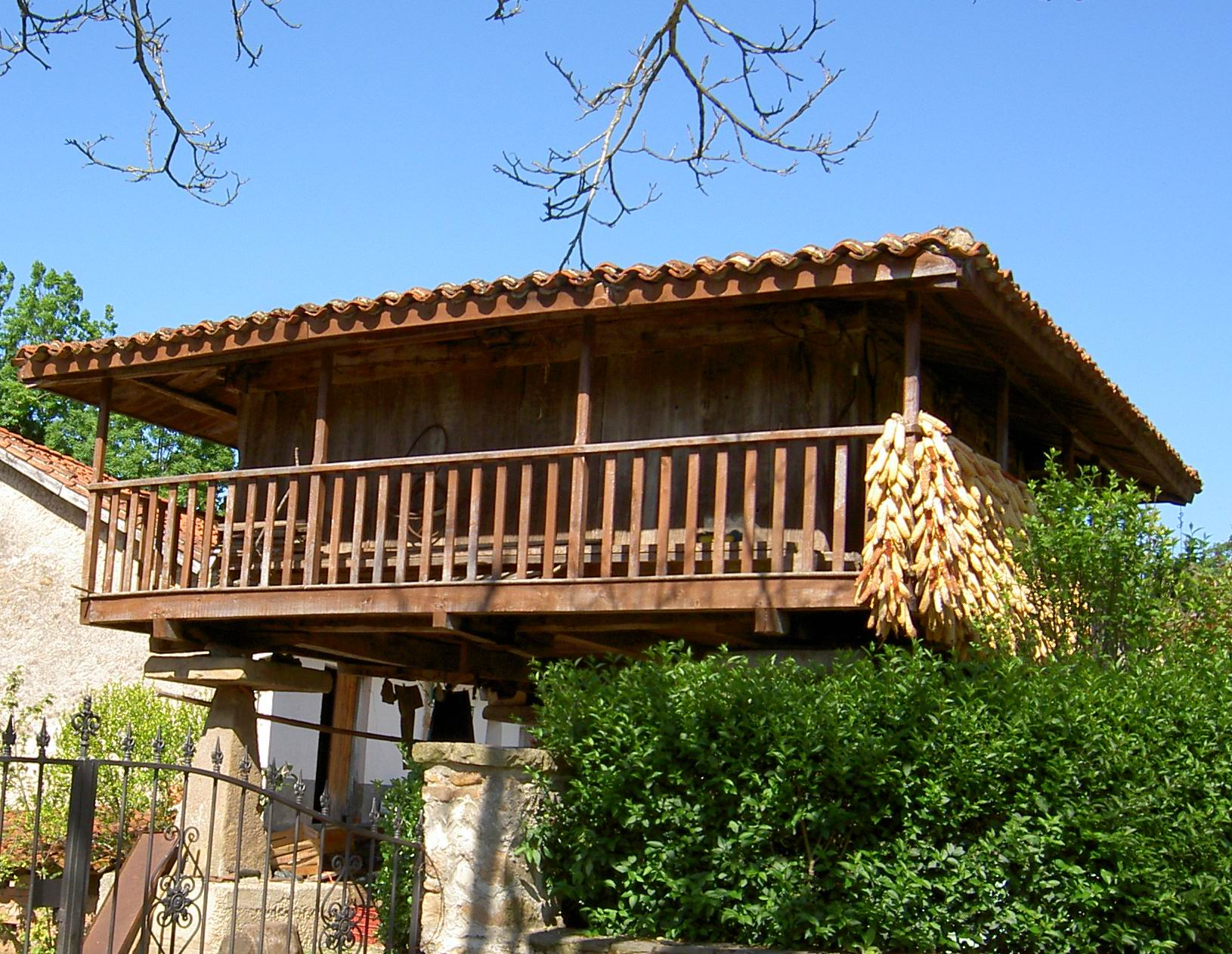
Un hórreo en Deva

En 1985, la Unesco declaró Patrimonio de la Humanidad los «Monumentos de Oviedo y del Reino de Asturias». Esta declaración afecta a: la Cámara Santa de la Catedral de Oviedo y la Basílica de Santullano, modernamente llamada San Julián de los Prados, situadas en Oviedo y de la época de Alfonso II, San Miguel de Lillo, Santa María del Naranco, las dos en la falda del monte Naranco en los alrededores de Oviedo y Santa Cristina de Lena cerca de Pola de Lena, los tres de época de Ramiro I y por último la Foncalada, una fuente pública situada en la calle de Foncalada en pleno casco urbano ovetense y de época de Alfonso III.
En cuanto a la arquitectura popular, el hórreo asturiano destaca por su extensión demográfica y por su evolución funcional, teniendo como característica básica su desmontabilidad, pudiendo ser fácilmente trasportado a otra ubicación. La panera es la evolución de este, dándose ejemplos que superan los 100 metros cuadrados de superficie cubierta. La finalidad del hórreo es la de granero y dependencia donde guardar objetos. Con la llegada del cultivo del maíz y de les fabes se los dotó de los pasillos exteriores y barandillas para el «curado» de las cosechas.

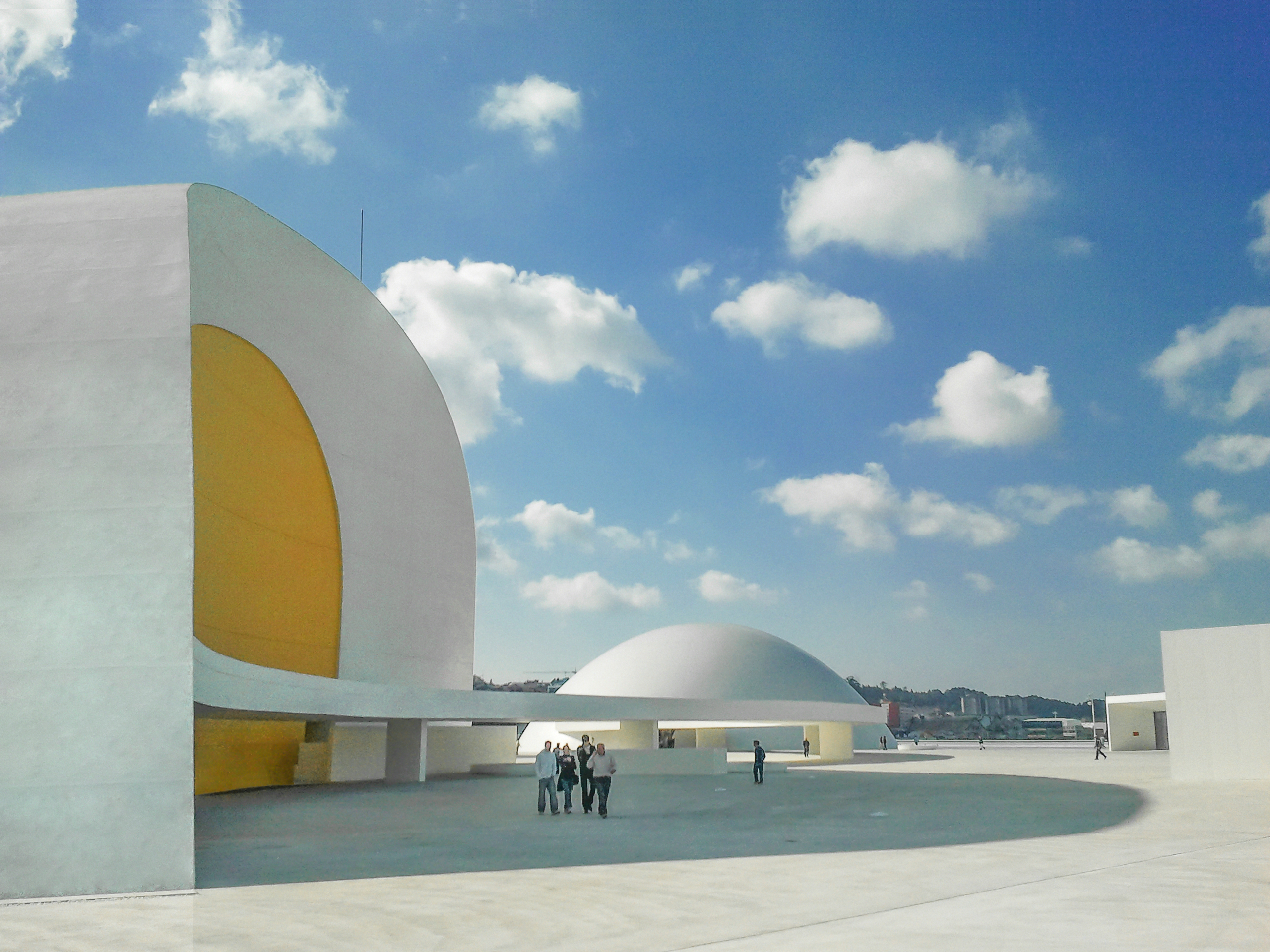
Centro Cultural Internacional Oscar Niemeyer, en la ciudad de Avilés

En Asturias se encuentra la única obra arquitectónica de Oscar Niemeyer en España (la más grande de Europa): el Centro Cultural Internacional Oscar Niemeyer. Considerado Icono de la Asturias de hoy (elegido por votación entre los lectores del diario El Comercio), este proyecto fue donado al Principado por el arquitecto, galardonado con el Premio Príncipe de Asturias de las Artes, como su forma de participar en el XXV Aniversario de los mencionados premios. En su idea proyectó una plaza abierta, un lugar para la educación, la cultura y la paz. En el proyecto Centro Niemeyer se combinan distintos elementos: educación, exposiciones, conferencias, teatro, música, gastronomía y cine.
En la capital del Principado se erige una de las construcciones más representativas de la arquitectura moderna, el Palacio de Congresos de Oviedo, del arquitecto español especializado en grandes estructuras, Santiago Calatrava, Premio Príncipe de Asturias de las Artes en 1999.
El 30 de marzo de 2007 se inaugura LABoral Centro de Arte y Creación Industrial, un espacio interdisciplinar para favorecer el intercambio artístico y fomentar la relación entre sociedad, arte, ciencia, tecnología y las industrias creativas. Se ubica en la antigua Universidad Laboral de Gijón.
Especial relevancia tiene en los últimos años la recuperación del patrimonio industrial a través de diversas rutas y museos de temática industrial sobre todo en la zona central del Principado.

### Literatura

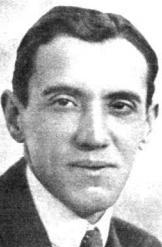
Ramón Pérez de Ayala

### Ciencia
Severo Ochoa (1905-1993) fue un científico natural de Luarca galardonado con el Premio Nobel de Fisiología y Medicina en 1959. Margarita Salas (1938-2019) fue también una científica con reconocimiento internacional.

### Cine
Asturias ha sido escenario de rodaje de películas como Volver a empezar (ganadora de un Óscar), de José Luis Garci; Vicky Cristina Barcelona, de Woody Allen; El Orfanato, de Juan Antonio Bayona; Oviedo Express de Gonzalo Suárez; o El Abuelo; y de series de televisión como Doctor Mateo. 
La paz empieza nunca (1960), dirigida por León Klimovsky, fue filmada en blanco y negro en localizaciones como Cangas de Onís, Covadonga, Candás y Pola de Siero, aunque la censura de la época modificó su mensaje original.
En Espérame en el cielo (1988), dirigida por Antonio Mercero, se utilizaron las Minas de Hunosa en La Felguera y los castilletes del Pozo Fondón en Sama de Langreo para ambientar parte de su trama.
Otras películas más recientes filmadas en la región son: La Torre de Suso (2007), dirigida por Tom Fernández y ambientada en la cuenca minera asturiana, con rodaje en Mieres, Castrillón y Aller, donde se pueden reconocer lugares como el bar "panerona" en Nicolasa, la obra del Instituto Bernaldo Quirós en La Villa y la Plaza del Campo de Moreda.

Anualmente se celebra en Asturias el Festival Internacional de Cine de Gijón.

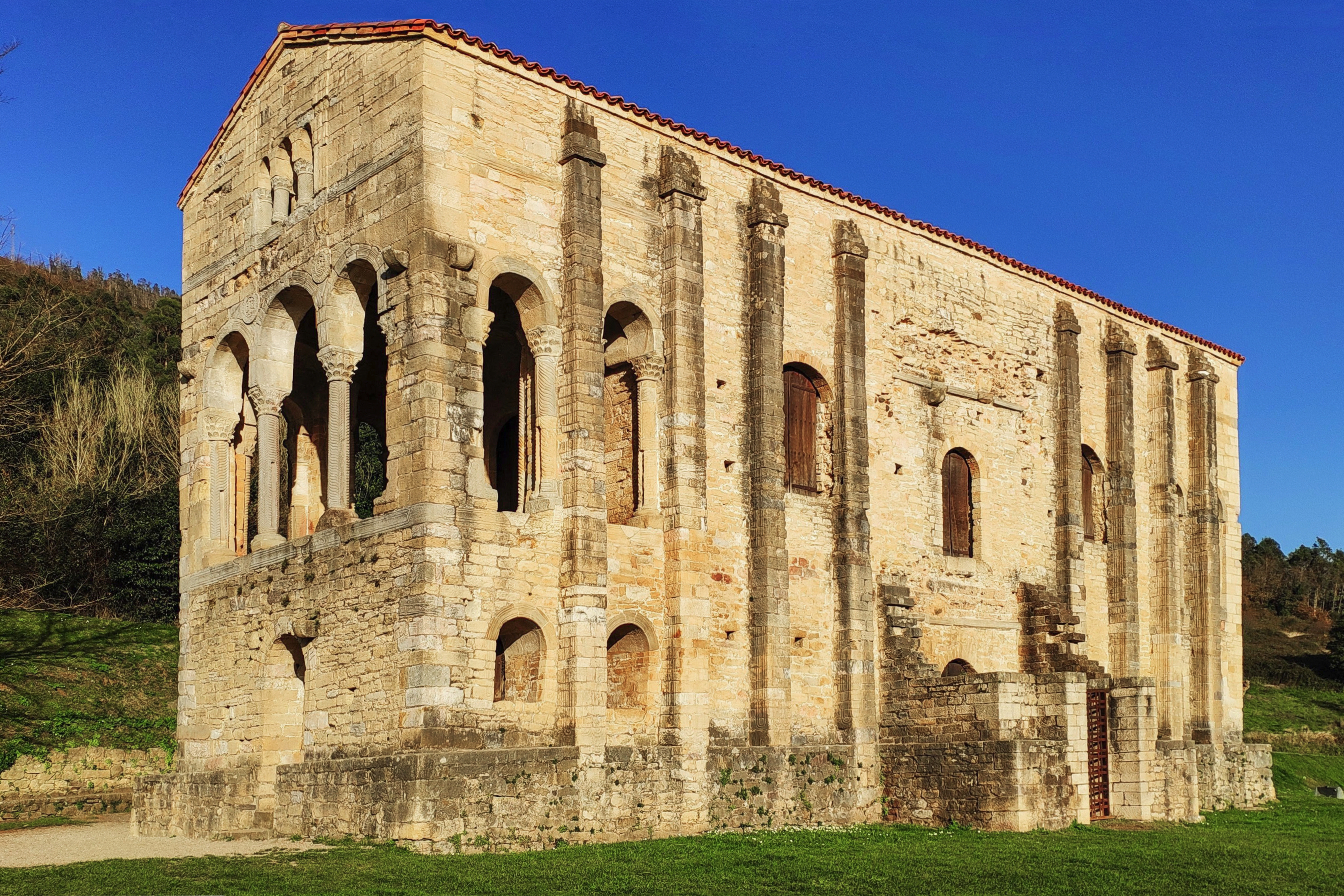
Santa María del Naranco, Patrimonio de la Humanidad

### Lenguas

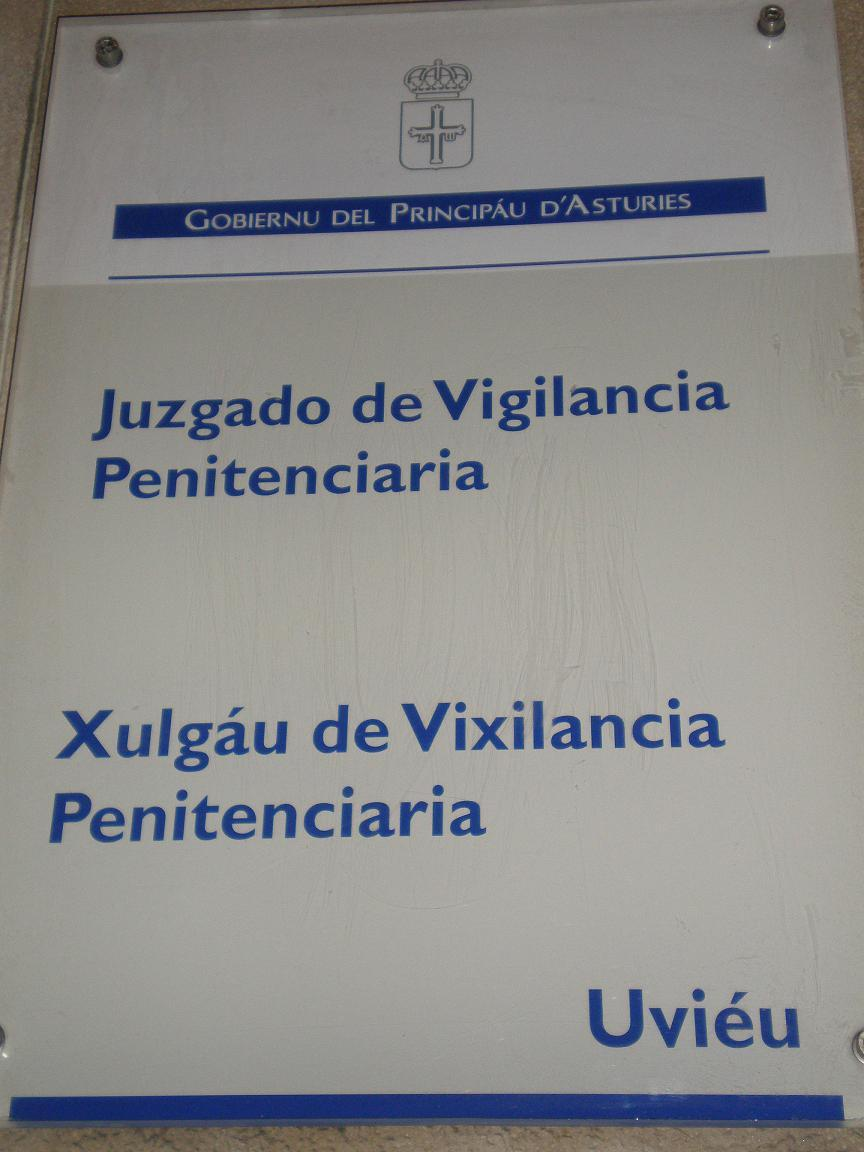
Letrero bilingüe en Oviedo

El idioma español es la única lengua oficial del Principado. El asturiano es una lengua vernácula que, aunque no goza de estatus oficial, está reconocida y protegida por el Principado de Asturias de acuerdo con su Estatuto de Autonomía y la legislación desarrollada.
El asturiano tiene su origen en la lengua romance derivada del latín hablada en los reinos medievales de Asturias y de León. El texto más antiguo que se conoce en esta lengua es la Nodicia de Kesos que data entre los años 959 y 980, mientras que el documento normativo escrito en asturiano más antiguo que se conserva es el Fuero de Avilés de 1085. A partir de la Transición Española, la oficialidad del asturiano es una de las reivindicaciones de diversos movimientos sociales. En 1981 se creó la Academia de la Llingua Asturiana, institución del Principado de Asturias cuyo fin es el estudio, la promoción y la defensa del asturiano. Desde 2005 se han oficializado algunos topónimos de localidades en asturiano. En la actualidad quedan muy pocos concejos sin su toponimia vernácula oficializada.
Según la Encuesta Sociolingüistica de Asturias, en 2017, un 90 % de la población afirmaba que escribía, hablaba, leía o entendía el asturiano. Concretamente, un 28 % afirmaba que lo entendía, un 25 % que lo escribía, un 24 % lo hablaba y un 13 % que lo leía.
Además, es materia de estudio voluntaria para los alumnos de primaria y optativa para los de secundaria en todo el Principado de Asturias. También tiene cierta presencia mediática a través de semanarios que usan esta lengua como vehicular. En los últimos años, la literatura en asturiano ha gozado de gran desarrollo desde lo que se ha venido en llamar el Surdimientu.
Además del asturiano, entre los ríos Eo y Navia se habla eonaviego. Filológicamente, el eonaviego está adscrito al grupo lingüístico gallego-portugués, como demuestran los textos más antiguos conservados en esta lengua, presentando algunos rasgos que le aproximan al asturiano occidental. Como en el caso del asturiano el eonaviego no goza del estatus jurídico de lengua oficial.

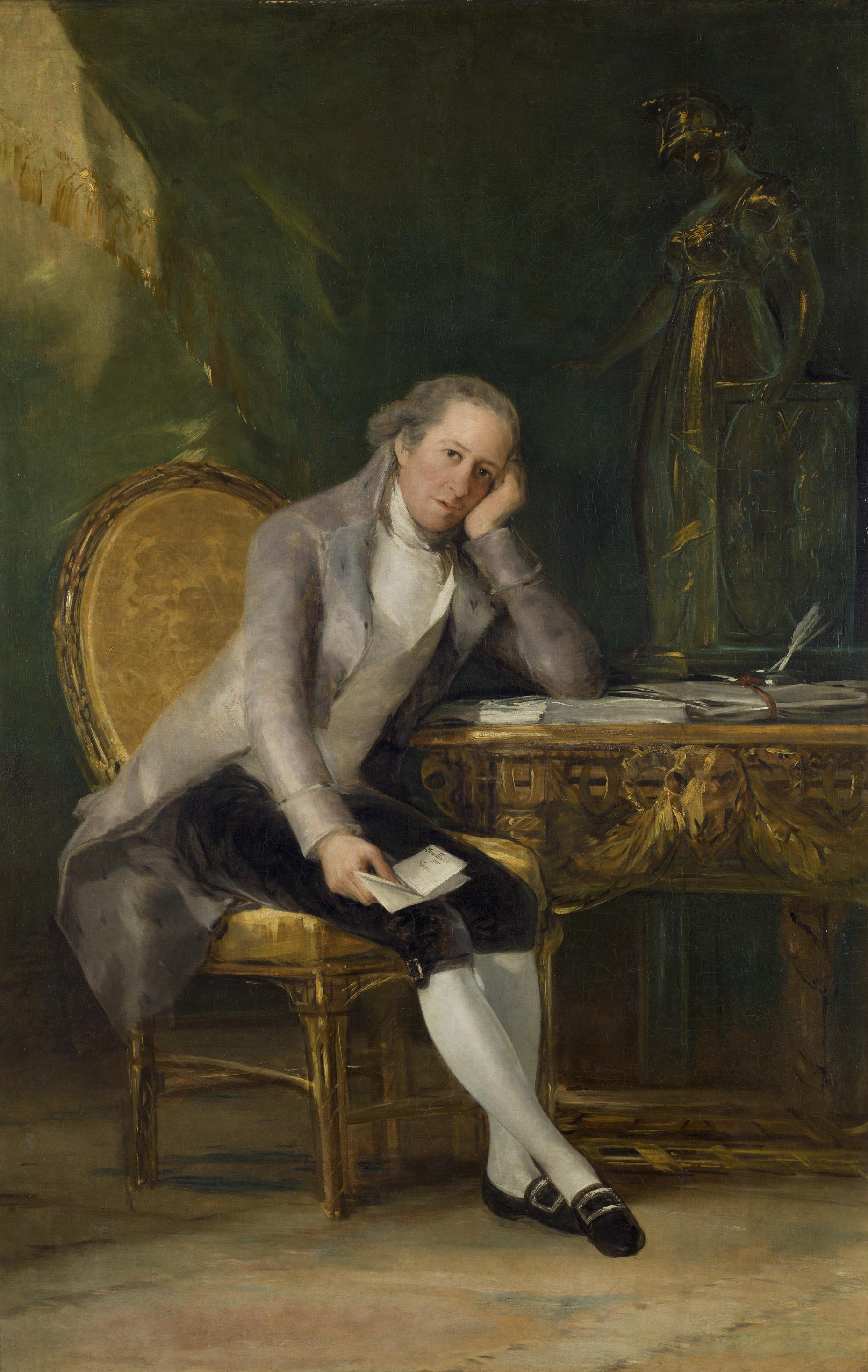
Gaspar Melchor de Jovellanos

### Música

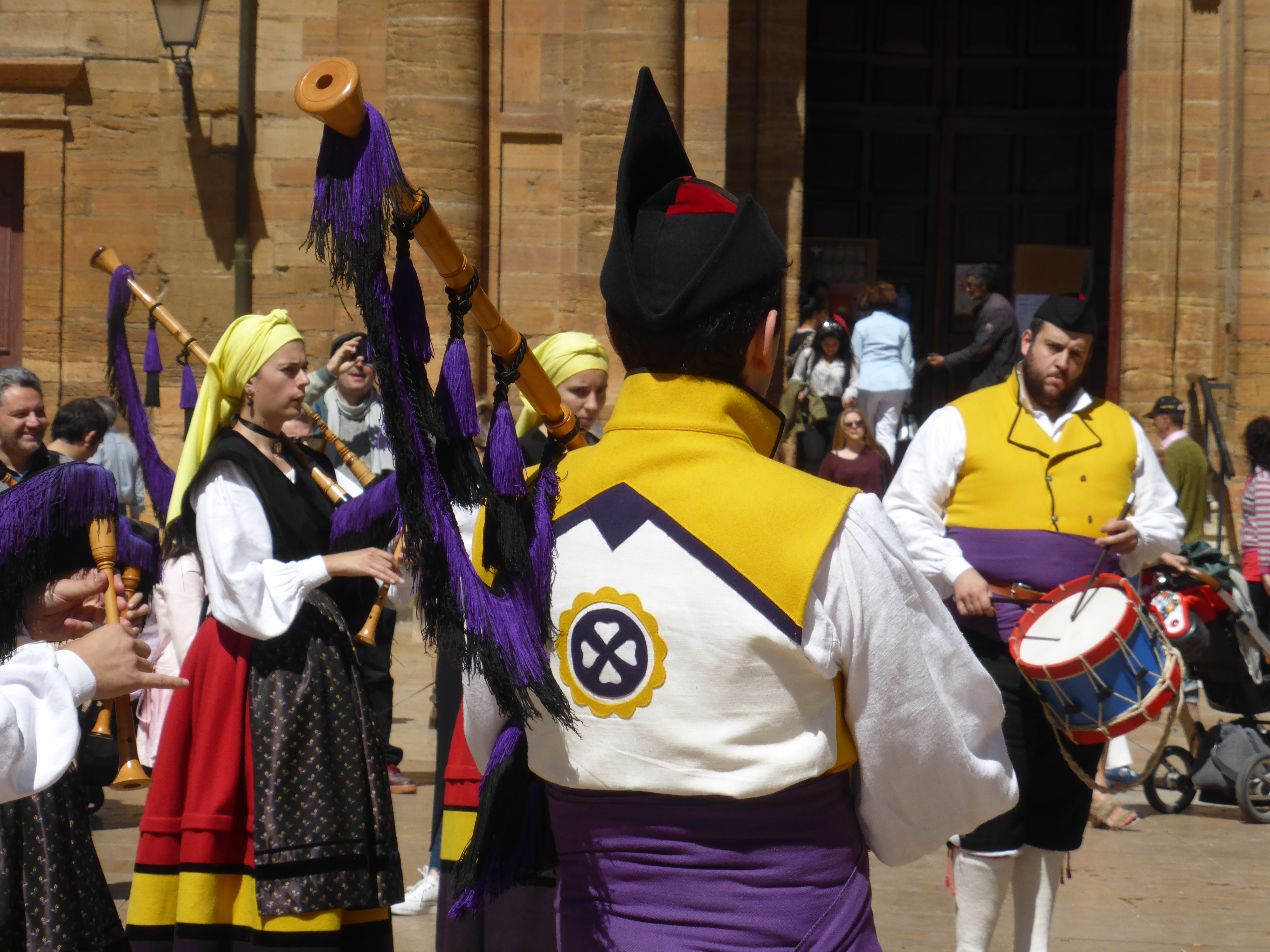
Gaiteros tocando en la plaza de la Constitución, de Oviedo

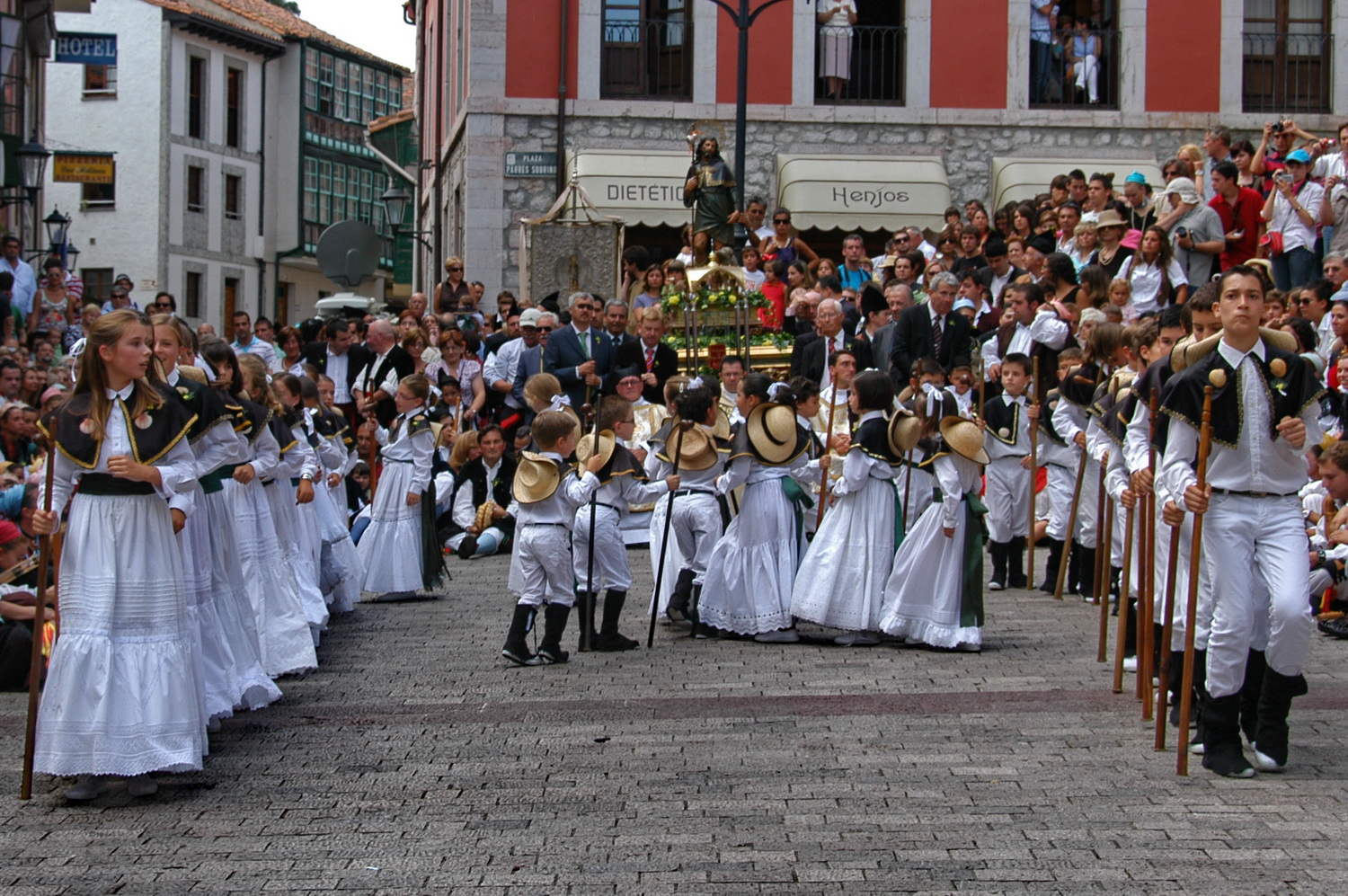
San Roque en Llanes

Música y danza son dos artes muy cultivadas de Asturias, destacando en el folclore regional la Danza Prima. El instrumento más popular es la gaita asturiana, caracterizada por constar de tres tubos: uno de insuflación (soplete) y dos sonoros (roncón y punteru), que se utiliza en numerosos bailes folklóricos como Saltón, Xiringüelu y Jota asturiana, pudiendo ir acompañada de otros instrumentos como el tambor, acordeón, clarinete, zanfona y el rabel (llamado «bandurria» en Asturias).
El canto tradicional más representativo del Principado es la tonada en sus múltiples variantes. En este campo destaca la labor de Joaquín Pixán, también conocido por ser un gran tenor, si bien hay toda una red de concursos y festivales del ramo dentro de la comunidad, con una amplia nómina de cantantes amateurs y semiprofesionales.
Las formaciones musicales más abundantes son las que representan las diferentes tendencias expresivas en torno a la música folk: gaiteros tradicionales como Xuacu Amieva o Vicente Prado El Pravianu, cantantes renovadores de la tonada y el folk Asturiano como Rodrigo Cuevas, Anabel Santiago y Héctor Braga, grupos de la llamada música celta (Llan de Cubel o Felpeyu como los más conocidos), numerosas bandas de gaitas o la fusión que representa Hevia, sin faltar los cantautores como Víctor Manuel o el showman Jerónimo Granda, así como el dúo Nuberu.
Cantautores como Carlos Rubiera, Xulio Ramos, El Nieto de Celo Xuan, Manolo Santarrúa o Rafa Lorenzo, junto con grupos como los mencionados Nuberu y también Cuélebre, La Turulla y Asturcón, fueron fundamentales en el Nueu Canciu Asturianu para que la tonada y la música tradicional evolucionaran hacia la modernidad.
En el género pop han gozado o gozan de éxito Paula Rojo, Melendi, Marlon, Cristina del Valle o El sueño de Morfeo, mientras que en la década de los 1980 destacó Tino Casal, uno de los más conocidos miembros de la movida madrileña.
Además el Principado de Asturias es también prolífico en grupos de rock y heavy metal, tanto en lengua asturiana como castellana, destacando Los Berrones, Dixebra, Ilegales, Warcry, Fe de Ratas, Avalanch y Stukas
A principios de la década de 1990, un movimiento de música alternativa, muy relacionado con el género indie que empezaba a surgir en el resto de España y conocido como Xixón Sound, trajo incorporaciones destacables como Australian Blonde o Manta Ray. Este semillero no ha dejado de aportar nuevos nombres, como Mus, Nosoträsh o el cantautor Nacho Vegas, antiguo componente de Manta Ray.
En Asturias han tenido lugar conciertos de estrellas internacionales sobre todo en la década de los 90 como Paul McCartney, Tina Turner, Michael Jackson, Elton John, Celia Cruz, David Bowie, Bruce Springsteen, Sting, The Rasmus y Offspring Rick Astley entre otros.
- Orquesta Sinfónica del Principado de Asturias (OSPA): es la principal orquesta de la comunidad autónoma. Esta orquesta estable abarca un amplio rango de repertorio con solistas y directores de primera línea. Tiene su sede en el Auditorio Príncipe Felipe de Oviedo, pero reparte también su actividad entre las ciudades de Gijón y Avilés. Reconocida internacionalmente como una de las mejores orquestas españolas, lleva a cabo una programación creativa con un énfasis especial en la educación y la colaboración con la sociedad. Nuno Coelho es su director titular.[54]

- Coro de la Fundación Princesa de Asturias. La Fundación Princesa de Asturias, en el año 1983, creó una agrupación polifónica para que, recogiendo la tradicional afición de los asturianos por la música coral, elevase su trabajo a los máximos niveles. El coro está dirigido en la actualidad por José Esteban G. Miranda. Siendo directores honoríficos del mismo Jesús López Cobos y Krzysztof Penderecki. Este coro se considera como una de las formaciones amateurs más importantes de Europa y de reconocido prestigio internacional. El Parlamento Europeo distinguió, en el año 2007, a este coro con un reconocimiento extraordinario «por su destacado servicio en pro de la Unión Europea».[55]

### Mitología
Asturias es una región rica en mitología, compartiendo personajes con otras regiones del norte de España e incluso, según algunos estudios, con otros lugares de Europa. Suelen estar relacionados con accidentes naturales y la superstición, destacando especialmente el duende Trasgu, las Xanas (ninfas), la Güestía (la Santa Compaña), el Pesadiellu o el Cuélebre (serpiente alada).

### Religión
En los años 2010, 2011 y 2012 la investigación realizada por el Centro de Investigaciones Sociológicas de España, han entrevistado en Asturias 2450 personas. (El número hace referencia a las personas que han contestado a la entrevista).
| Católicos     | Creyentes de otra religión | No afiliados a una religión | Ateos       |
| ------------- | -------------------------- | --------------------------- | ----------- |
| 1882 (76,8 %) | 16 (0,7 %)                 | 333 (13,6 %)                | 219 (8,9 %) |

De los 2450, unos 753 (30,7 %) son practicantes.

### Pintura

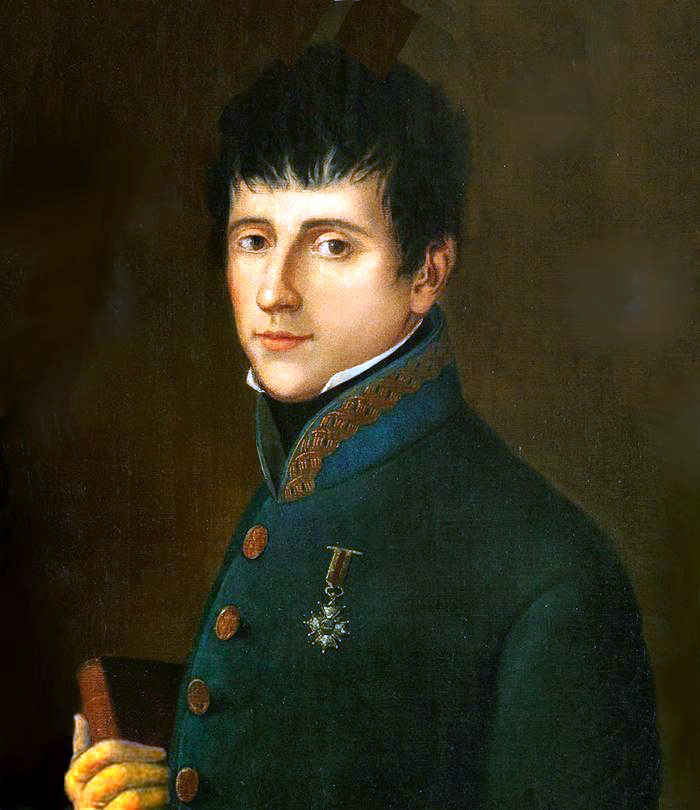
Rafael del Riego

Asturias cuenta con un museo de Bellas Artes con presencia de los principales pintores asturianos del siglo XX así como otros de reconocimiento internacional como Picasso o El Greco.

### Teatros
- Teatro Armando Palacio Valdés, de Avilés
- Teatro Campoamor, de Oviedo
- Teatro Filarmónica, de Oviedo
- Teatro Jovellanos, de Gijón
- Nuevo Teatro de La Felguera, de Langreo
- Teatro de La Laboral, de Gijón

### Festejos

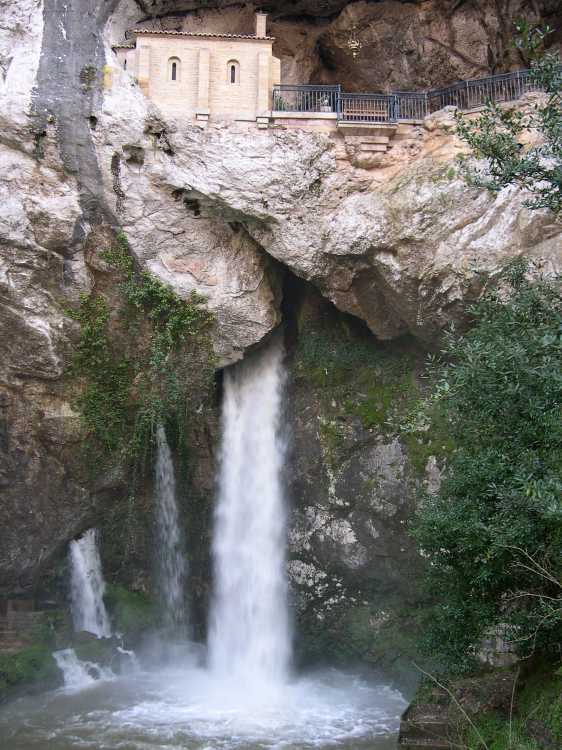
Santa Cueva, en el Santuario de Covadonga, Cangas de Onís

Asturias alberga numerosos festejos, especialmente desde primavera (cuando tienen lugar los «descorches» de la sidra conocidos como espichas, donde se sirve bebida y comida) y durante todo el verano. Son famosas las romerías, también conocidas como fiestes de prau o folixes, celebradas en multitud de aldeas, pueblos y villas. Las más concurridas son El Carmín en Pola de Siero, El Xirigüelu en Pravia y San Timoteo en Luarca, que concentran miles de asistentes. Destacan también las fiestas más urbanas como San Mateo en Oviedo, la Semana Grande de Begoña y la Semana Negra en Gijón o las Fiestas del Bollu y San Agustín en Avilés. Son comunes también les Fogueres en la noche de San Juan y los amagüestos en otoño. El Carnaval o Antroxu se celebra en todas las localidades asturianas, siendo especialmente concurrido el de Avilés con el Descesno de la calle Galiana, y los de Oviedo y Gijón. La Semana Santa cuenta con numerosos actos religiosos.
Cabe destacar el Descenso Internacional del Sella que se celebra el primer sábado de agosto posterior al día 2 entre Arriondas y Ribadesella, con un recorrido de 20 km, fiesta declarada de Interés Turístico Internacional. Este es el festival más concurrido de Asturias, con cientos de miles de asistentes cada año. Están declaradas de interés nacional las fiestas del Festival de la Sidra, en Nava, el Día de Asturias en Gijón, el Descenso a nado de la ría del Navia, Nuestra Señora del Rosario en Luarca, la fiesta de la Virgen de la Guía en Llanes y el día de América en Asturias en Oviedo. Otras muchas están declaradas de interés regional como el Descenso Folklórico del Nalón, la Descarga de Cangas y varias jornadas gastronómicas y romerías. 
Institucionalmente, la fiesta oficial de la comunidad autónoma se celebra el día 8 de septiembre, festividad también de la Virgen de Covadonga. Dicha fecha fue proclamada Día de Asturias en 1984 y tiene el carácter de fiesta regional y, por tanto, día no laborable. Su celebración se realiza cada año en la localidad que determine el Consejo de Gobierno del Principado de Asturias.
Por otro lado, los Premios Princesa de Asturias son entregados por la Fundación del mismo nombre anualmente en Oviedo, donde han recogido su galardón eminencias de las ciencias, artes o deportes, entre ellas Woody Allen, J. K. Rowling, Stephen Hawking, Susan Sontag, Annie Leibovitz, Paul Auster, Nelson Mandela, Francis Ford Coppola, Héroes de Fukushima, Mary Beard, Leonard Cohen, Martina Navratilova, Norman Foster o Pedro Almodóvar entre otros muchos.

### Gastronomía
Tiene elementos que la emparentan con la normanda y bretona.[cita requerida] El plato más conocido es la fabada, guiso contundente hecho con faba asturiana, una variedad de judía blanca o alubia, acompañadas por chorizo, morcilla, lacón y tocino. Esto se sirve aparte y se conoce con el nombre de compango. Además destaca la variedad de pescados frescos y mariscos del cantábrico y su carne de buey y de ternera, usada en otro plato típico, el cachopo.

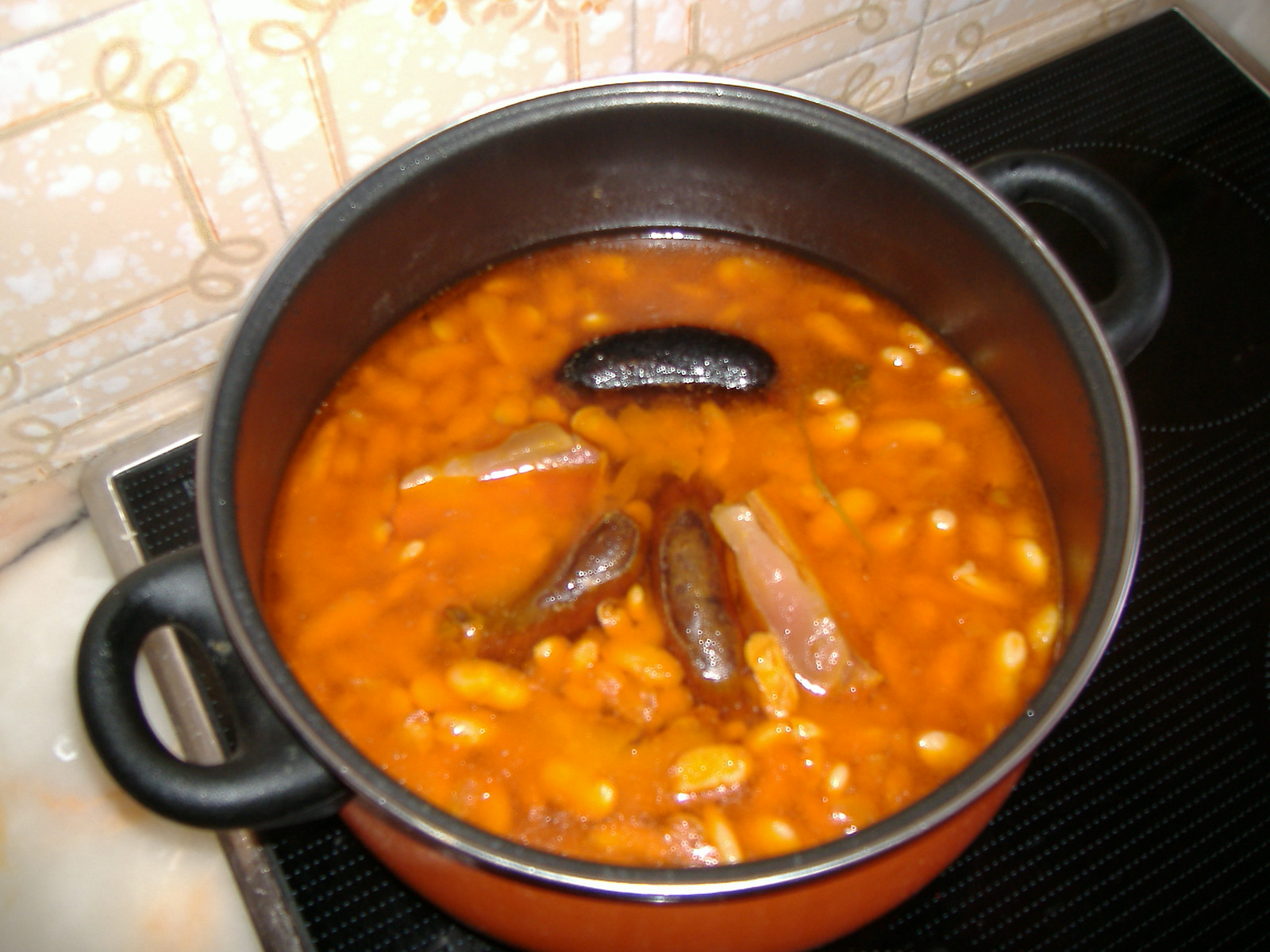
Fabada asturiana, en la que se puede ver el compango (chorizos, morcillas y tocino)

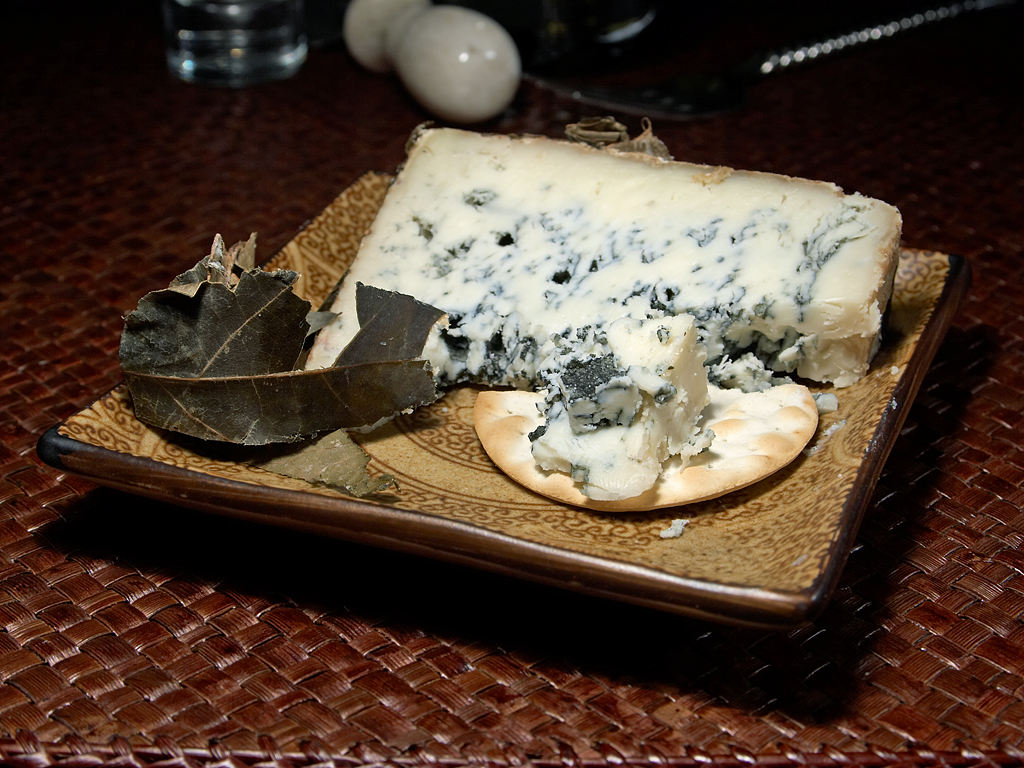
Queso de Cabrales

Existen más de cien variedades distintas de excelentes quesos artesanos, de los que el de Cabrales es el más conocido (aunque más populares en Asturias son el Gamonedo, el Afuega'l pitu, etc)[cita requerida] y cuenta con denominación de origen. Si se prefiere un postre dulce, lo más tradicional es el arroz con leche y las casadiellas (un tipo de crepes rellenas de una mezcla de frutos secos como nuez, almendra o avellana, previamente triturados, mezclados con azúcar y regado por anís) bien fritas o al horno, también encontramos la famosa tarta Charlota de Gijón, los carbayones y moscovitas en Oviedo y el famoso tocinillo de cielo de Grado entre otros postres. En Carnaval (Antroxu) se prepara el frisuelo, postre hecho con harina, leche, azúcar, se fríe con poco aceite y sobre el que se espolvorea azúcar.
También es típica la empanada asturiana.
La bebida asturiana por excelencia es la sidra, cuyo proceso de elaboración y formas de consumo se han integrado totalmente en la vida social de Asturias. Con pocos grados de alcohol, entre cuatro y seis, la sidra alegra romerías y reuniones y sigue desempeñando en chigres y espichas el indiscutible papel de bebida típica de Asturias. En los últimos años han aparecido, con notable aceptación, las sidras de nueva expresión, la sidra dulce sin alcohol y la denominación de origen.
Menos integrado, pero no menos importante, es el vino que se produce en el oeste de la comunidad autónoma, típico de esta región. El ejemplo más destacado es el Cangas, denominación de origen protegida de la zona vitícola homónima.

### Deporte

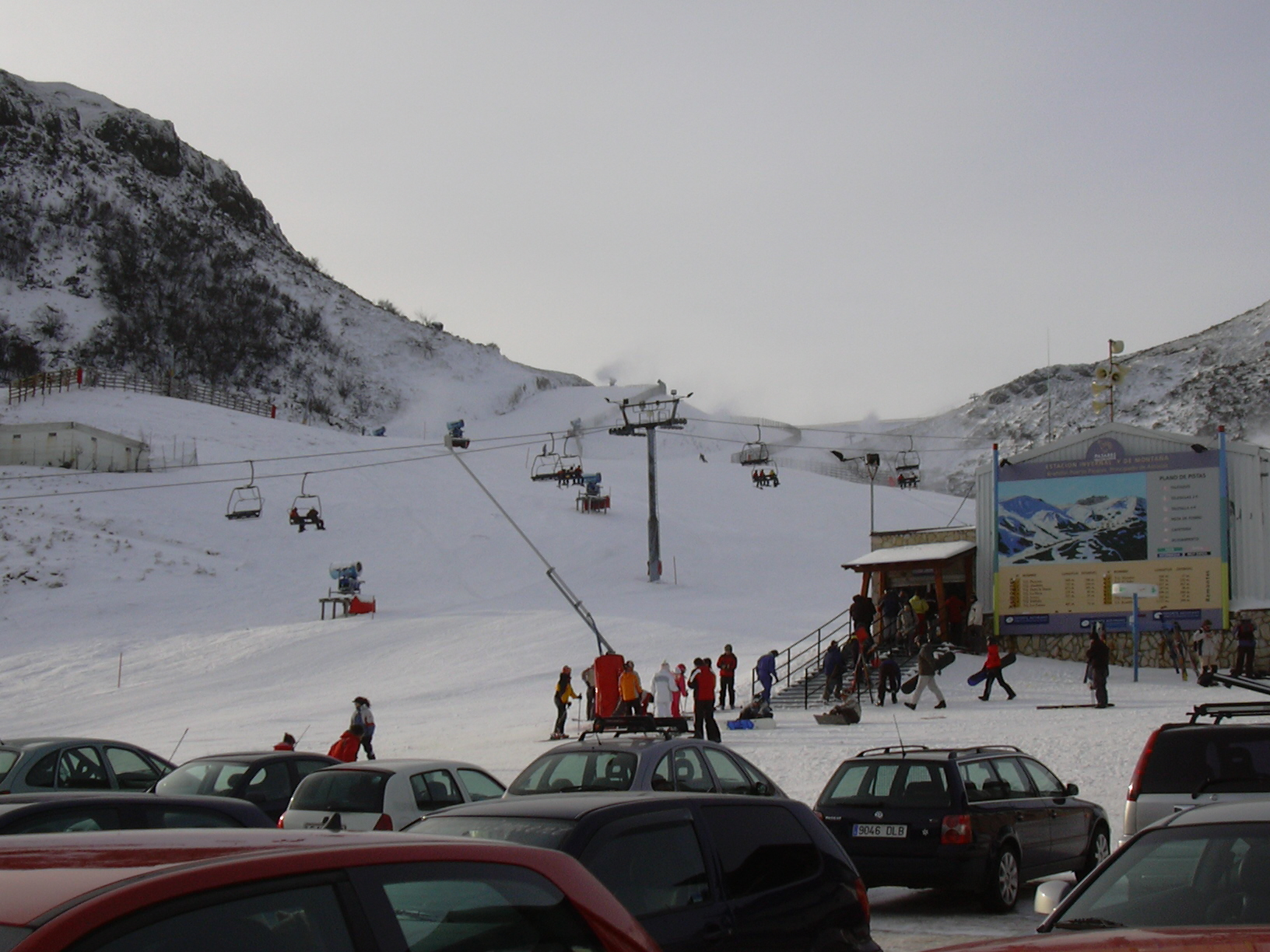
Estación invernal y de montaña Valgrande-Pajares

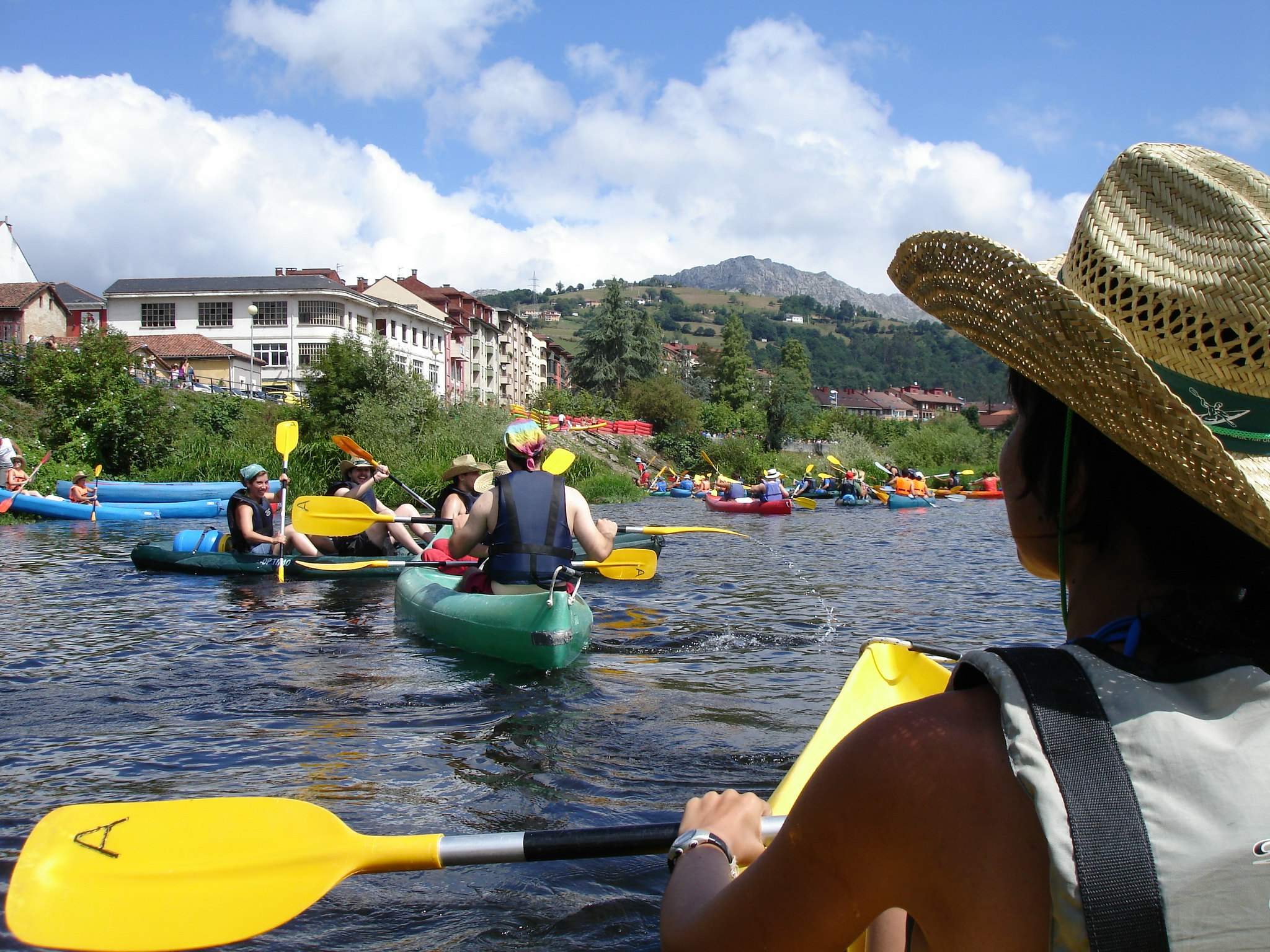
Descenso del Sella, 2006

En fútbol, los principales equipos del Principado son: el Real Sporting de Gijón, que ha estado 42 temporadas en primera división y cuenta con 6 participaciones europeas, 1 subcampeonato de Liga, aunque en la actualidad juega en la segunda división; y el Real Oviedo que ha militado durante 38 temporadas en primera división y cuenta con 1 participación europea y 3 terceras posiciones en primera división, a la cual volvió en 2025 después de estar 24 años en divisiones inferiores. 
Otros cinco equipos han jugado en segunda división: Real Avilés C. F. (14 temporadas), Unión Popular de Langreo (8 temporadas), Caudal Deportivo (7 temporadas), Club Deportivo Ensidesa (una temporada) y Real Deportivo Oriamendi-Gijón (una temporada). El Principado es representado por la selección de fútbol de Asturias.
En baloncesto, el principal equipo actualmente es el Oviedo CB que compite en LEB Oro. Anteriormente destacó el Gijón Baloncesto, actualmente desaparecido, equipo que estuvo cuatro temporadas durante los noventa en la máxima categoría, la Liga ACB.
En balonmano, Asturias tuvo representación en la Liga ASOBAL gracias a la Agrupación Balonmano Gijón Jovellanos y al Club Balonmano Naranco. Además, la región es cuna de grandes jugadores como los hermanos Alberto Entrerríos y Raúl Entrerríos o el avilesino Rubén Garabaya (Todos ellos Internacionales absolutos).
Equipos asturianos que compiten en las máximas categorías de sus respectivos deportes actualmente son:
- Bádminton Oviedo en Bádminton
- Gijón Hockey Club en hockey sobre patines femenino
- Gijón Mariners en fútbol americano
- Club Natación Santa Olaya en natación masculina y femenina
- El Llano Béisbol Club en béisbol
- Club Unihockey Gijón en floorball
- Astur Patín en patinaje de velocidad sobre ruedas
- Club Rítmica Galaica en gimnasia rítmica

En automovilismo destaca Fernando Alonso, piloto ovetense campeón del mundo de Fórmula 1 en los años 2005 y 2006. Cabe mencionar a pilotos como Alberto Hevia, campeón de España de rallyes de asfalto en 2004 y 2010 y subcampeón en 2005 y 2007, José Antonio López Fombona y Daniel Alonso. En ciclismo hay que destacar a Chechu Rubiera y Samuel Sánchez, quien obtuvo una medalla olímpica de oro en los Juegos Olímpicos de Pekín 2008 en la modalidad de ciclismo en ruta.
Un acontecimiento deportivo muy popular tanto en Asturias como en el resto de España es el Descenso Internacional del Sella, prueba de piragüismo con participantes de varios países y que tiene lugar anualmente en el tramo final del río Sella, entre Arriondas y Ribadesella, el primer sábado de agosto posterior al día 2 de dicho mes, desde la década de 1930. Con este acontecimiento da comienzo la semana Internacional de Piragüismo en Asturias, que finaliza con el Descenso Internacional del Cares. En tanto, el Rally Príncipe de Asturias fue puntuable para el Campeonato de Europa de Rally.
En Asturias existen también deportes autóctonos con amplio seguimiento de aficionados. De entre estos los bolos son el más importante y en Asturias se práctica en varias modalidades: cuatreada, batiente, palma (o birle), celta (o de Tineo), etc.
Un deporte minoritario destacable en la provincia es el patinaje de velocidad sobre patines en línea, con varios patinódromos por el centro de la región. Cabe destacar el A.D Asturpatín, con un alto nivel nacional.
Además, también destacan los deportes invernales y de montaña. Cuenta con la estación invernal y de montaña Valgrande-Pajares, que es una de las primeras estaciones de esquí españolas, que cuenta con 21,5 km de pistas más 7 km de esquí de fondo y que fue inaugurada en 1954. Además en marzo de 2007, se inauguró la estación invernal de Fuentes de Invierno con quince pistas de esquí que tienen en total una longitud de 8764 m.